# Victor Hugo
Victor Marie Hugo (Besanzón, 26 de febrero de 1802 ‑ París, 22 de mayo de 1885) fue un poeta, dramaturgo y novelista romántico francés, considerado como uno de los más importantes en lengua francesa. También fue un político e intelectual comprometido, con gran influencia en los debates del siglo XIX. Era hermano de los también escritores Eugène Hugo y Abel Hugo.
En su acta de nacimiento, su nombre aparece escrito como «Victor, Marie Hugo»
Ocupa un puesto notable en la historia de las letras francesas del siglo XIX en una gran variedad de géneros y ámbitos. Fue un poeta lírico, con obras como Odas y baladas (1826), Las hojas de otoño (1832) o Las contemplaciones (1856), poeta comprometido contra Napoleón III en Los castigos (1853) y poeta épico en La leyenda de los siglos (1859 y 1877). Fue también un novelista popular y de gran éxito con obras como Nuestra Señora de París (1831), Los miserables (1862) y El hombre que ríe (1869). En teatro expuso su teoría del drama romántico en la introducción de Cromwell (1827), y la ilustra principalmente con Hernani (1830), El rey se divierte (1832) y Ruy Blas (1838). Varios de sus dramas fueron llevados a la ópera por los compositores renombrados de su época, muy notablemente Donizetti (Lucrezia Borgia), Mercadante (Il giuramento), Verdi (Ernani y Rigoletto) y Ponchielli (La Gioconda).
Su extensa obra incluye también discursos políticos en la Cámara de los Pares, en la Asamblea Constituyente y la Asamblea Legislativa —especialmente sobre temas como la pena de muerte, la educación, los derechos de las mujeres o Europa—, crónicas de viajes —El Rin (1842) o Cosas vistas, (póstuma 1887 y 1890)—, así como una abundante correspondencia.
Contribuyó de forma notable a la renovación lírica y teatral de la época; fue admirado por sus contemporáneos y aún lo es en la actualidad, aunque ciertos autores modernos le consideren un escritor controvertido. Su implicación política, que le supuso una condena al exilio durante los veinte años del Segundo Imperio francés (1852-1870), permitió a posteriores generaciones de escritores una reflexión sobre la implicación y el compromiso de los escritores en la vida política y social.
Sus opiniones, a la vez morales y políticas, y su obra excepcional, le convirtieron en un personaje emblemático a quien la Tercera República honró a su muerte con un funeral de Estado, celebrado el 1 de junio de 1885 y al que asistieron más de dos millones de personas, y con la inhumación de sus restos en el Panteón de París.

## Biografía

### Infancia y juventud

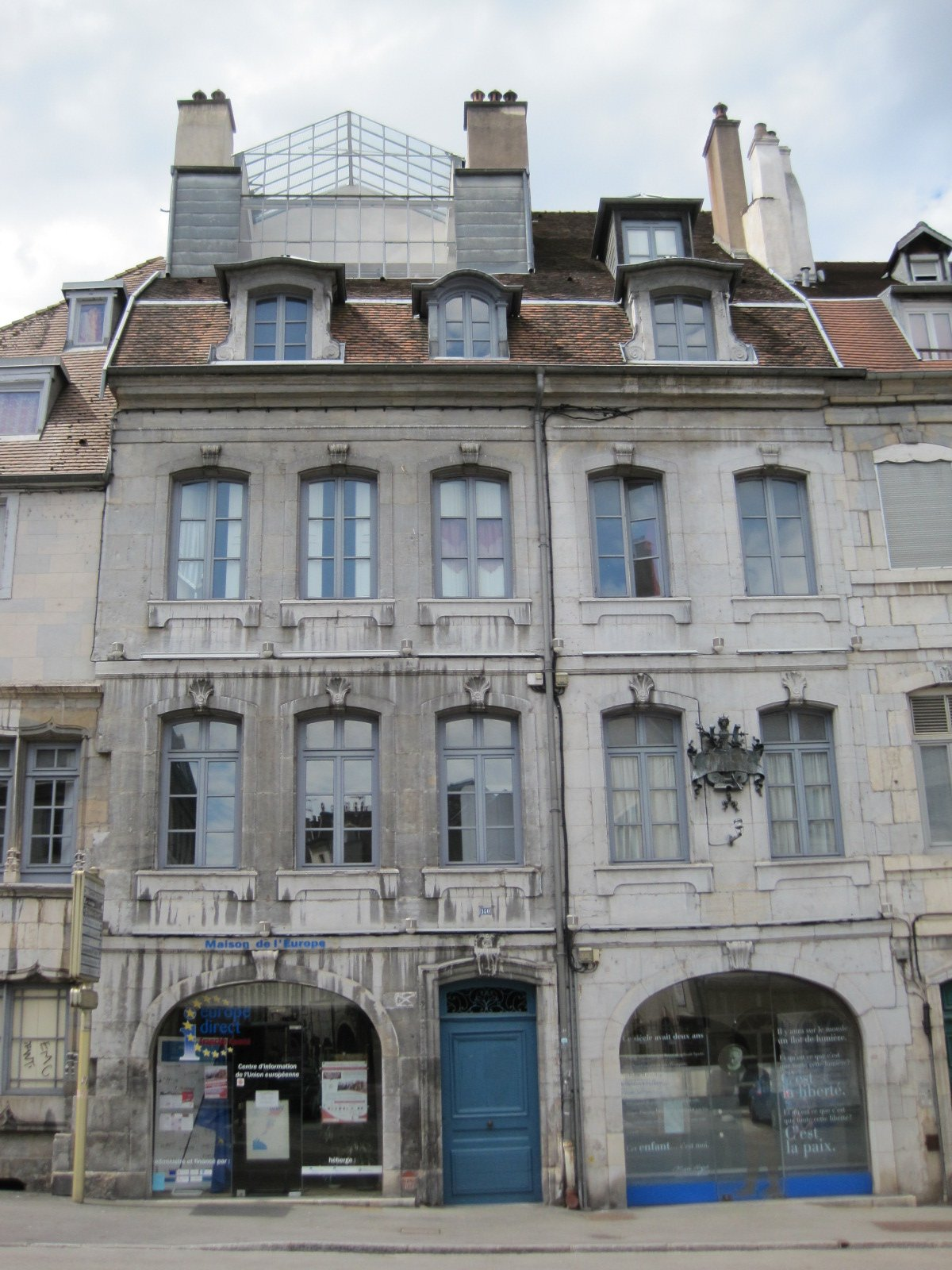
Casa natal de Victor Hugo en la ciudad de Besanzón.

Victor Hugo nació el 26 de febrero de 1802, hijo del general del Imperio Joseph Léopold Sigisbert Hugo (1773‑1828) —nombrado conde, según la tradición familiar, por José I Bonaparte,— jefe de batallón destinado en la guarnición de Doubs en el momento del nacimiento de su hijo, y de Sophie Trébuchet (1772‑1821), de origen bretón. Fue el menor de una familia de tres hijos varones, tras Abel (1798‑1855) y Eugène (1800‑1837), pasó su infancia en París. Las frecuentes estancias en Nápoles y España, consecuencia de los destinos militares de su padre, marcarán sus primeros años. Así, en 1811 se trasladan a Madrid e ingresa como internado, junto con su hermano Eugène, en una residencia religiosa que los Escolapios tenían en el colegio de San Antón y que los ocupantes franceses habían convertido en un «seminario de nobles». En 1813 Victor y sus hermanos se instalaron en París con su madre, que se había separado de su marido por su romance con el general Victor Lahorie, padrino y preceptor de Victor Hugo del que recibe su nombre. En septiembre de 1815, Victor y Eugène, a los que separaron de su madre, son internados en la pensión Cordier (hasta 1818). Según Adèle Foucher, su esposa, que también fue su amiga de la infancia, fue en esta época cuando Victor empieza a componer versos y comienza sus Cahiers de vers français (Cuaderno de versos francés). Autodidacta, mediante tanteos aprende a utilizar la rima y la medida. Recibe el ánimo y apoyo de su madre a la que, al igual que a su hermano Eugène, lee sus obras. Sus escritos son revisados y corregidos por un joven maestro de la pensión Cordier que hizo amistad con los dos hermanos. Su vocación es precoz y su ambición inmensa; en julio de 1816, con apenas 14 años de edad, Victor anota en un diario: «Quiero ser Chateaubriand o nada».
En 1817 participa en un concurso de poesía organizado por la Academia francesa sobre el tema «Felicidad que proporciona el estudio de todas las situaciones de la vida». El jurado está cerca de concederle el premio, pero el título de su poema —Trois lustres à peine (Apenas tres lustros)— sugiere demasiado su joven edad y la Academia cree que puede ser una farsa, y recibe solamente una mención. Concurre sin éxito los años siguientes, pero en 1819 gana, en uno de los concursos organizados por la Academia de los Juegos Florales de Toulouse, una «Lis de oro» por Le rétablissement de la statue de Henry IV y un «Amaranto de oro» por Les Vierges de Verdun, y un premio en 1820 por Moïse sur le Nil.
Animado por sus éxitos, Hugo abandona las matemáticas, materia que cursaba en el Liceo Louis le Grand y para la que tenía aptitudes (seguía los cursos de las clases preparatorias), y se embarca en la carrera literaria. Con sus hermanos Abel y Eugène, funda en 1819 una revista, Le Conservateur littéraire, que ya atrae la atención sobre su talento. En 1821 fallece prematuramente su madre y sus primeros poemarios, Odas y Poesías diversas, aparecen en 1822: el autor tiene por entonces veinte años. La tirada de 1500 ejemplares se agota en cuatro meses. El rey Luis XVIII, que posee un ejemplar, le otorga una pensión anual de mil francos, lo que le permite hacer planes de matrimonio con su amiga Adèle Foucher.

### Joven escritor

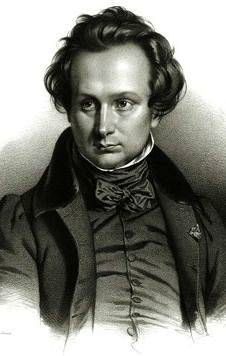
Victor Hugo de joven.

Los años de separación de su padre lo habían acercado a su madre, y la muerte de ella, el 27 de junio de 1821, le afectó profundamente.
Contrajo matrimonio el 12 de octubre de 1822 con una amiga de la infancia, Adèle Foucher, nacida en 1803, con la que tuvo cinco hijos:
- Léopold (16 de julio de 1823-10 de octubre de 1823);
- Léopoldine (28 de agosto de 1824-4 de septiembre de 1843);
- Charles (4 de noviembre de 1826-13 de marzo de 1871);
- François-Victor (28 de octubre de 1828-26 de diciembre de 1873);
- Adèle (28 de julio [N 2] de 1830-21 de abril de 1915), la única que sobrevivirá a su padre, pero cuyo estado mental, que decaerá muy pronto, le conllevará muchos años de ingreso en centros de salud.

Este matrimonio llevó a su hermano Eugène, que pretendía también a esa misma dama, a la locura, una esquizofrenia que tuvo como consecuencia su reclusión hasta su muerte en 1837.
Ese año comenzó la redacción de Han de Islandia (publicado en 1823) que recibió una tibia acogida. Una bien argumentada crítica de Charles Nodier es el motivo de un encuentro entre ambos escritores y del nacimiento de su amistad, y participa con él en las reuniones del cenáculo de la Bibliothèque de l'Arsenal (parte de la Biblioteca Nacional de Francia), cuna del Romanticismo. Ésta amistad dura hasta 1827-1830, cuando Nodier comienza a ser muy crítico con las obras de Hugo. Durante este período, Victor se reconcilia con su padre, que le inspirará los poemas Odas a mi padre y Après la bataille. Su padre fallece en 1828.
Cromwell, obra que publica en 1827, arma un escándalo. En el prefacio de este drama, Hugo se opone a las convenciones clásicas, en particular a las unidades aristotélicas de tiempo y lugar, y establece los primeros fundamentos de su drama romántico. En los tres años siguientes, Hugo se asegurará la dirección del movimiento romántico en Francia y la supremacía en todos los géneros literarios. En la lírica, con la edición definitiva de Odas y baladas (1828) y, sobre todo, las Orientales (1829); en teatro, con el drama romántico Hernani (febrero de 1830), seguido de Marion de Lorme (1831); en narrativa, con la novela histórica Nuestra Señora de París (marzo de 1831).
La pareja recibe a menudo y traba amistad con el crítico Sainte-Beuve, con el poeta Lamartine, con el maestro de la novela corta Mérimée, con el poeta Musset o con el pintor Delacroix. Su esposa Adèle mantiene una relación amorosa con Sainte-Beuve que tiene lugar durante el año 1831. Entre 1826 a 1837, la familia pasa temporadas con frecuencia en el Château des Roches en Bièvres, propiedad de Louis-François Bertin, director del periódico Journal des débats. Durante estas estancias, Hugo se encuentra con personajes como el compositor Berlioz, el prosista Chateaubriand, y los pianistas y compositores Liszt y Giacomo Meyerbeer, y escribe colecciones de poesía entre las que se encuentra Las hojas de otoño.
En 1829 publica la colección de poemas Los orientales. El último día de un condenado a muerte aparece el mismo año y es seguida por Claude Gueux en 1834; en estas dos novelas cortas, Hugo muestra su rechazo hacia la pena de muerte. La novela Nuestra Señora de París se publica en 1831.

### Los años del teatro
Ya en 1828, había montado una obra de juventud, Amy Robsart y, aunque también publica colecciones de poesías, como Las hojas de otoño (1831), Los cantos del crepúsculo (1835), Las voces interiores (1837), Los rayos y las sombras (1840), entre 1830 y 1843, Hugo se dedica casi exclusivamente al teatro.

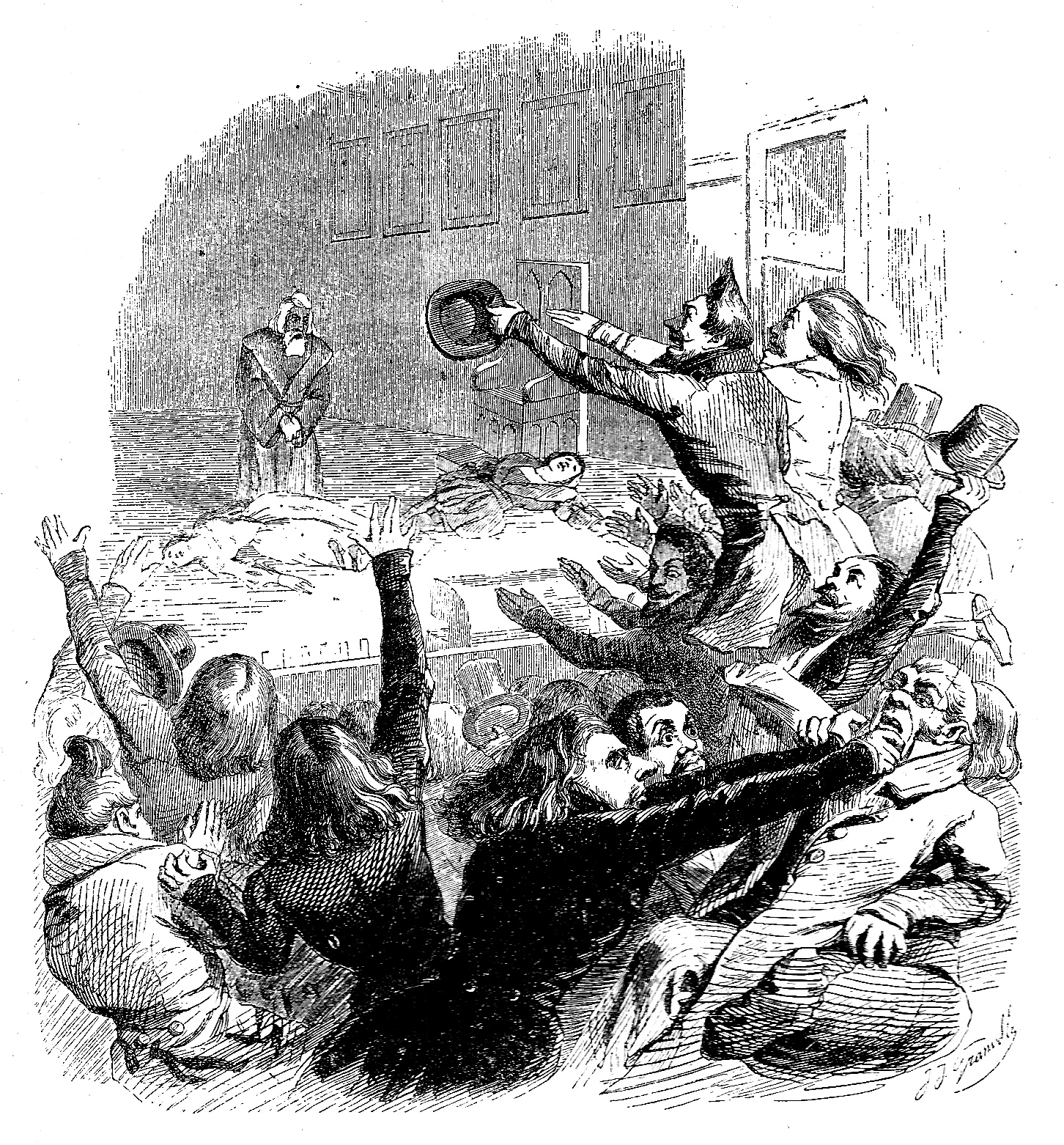
Grabado de «La batalla de Hernani» (J. J. Grandville, 1836).

1830 es el año de estreno de Hernani, obra que fue motivo de una larga serie de conflictos y enfrentamientos en torno a la estética teatral entre los «clásicos», partidarios de una jerarquización estricta de los géneros teatrales, y los «modernos», la nueva generación de románticos que, encabezados por Théophile Gautier, aspiraban a una revolución del arte dramático y se agrupaban en torno a Victor Hugo; el triunfo de la Revolución de 1830 facilitará las cosas. Estos conflictos pasaron a la historia de la literatura bajo el nombre de «La batalla de Hernani». 
Marion de Lorme, prohibida inicialmente en 1829, se estrenó en 1831 en el Teatro de la Porte Saint-Martin y El rey se divierte en 1832 en el Théâtre-Français, pieza que fue prohibida inmediatamente después de su estreno, lo que servirá a Hugo para indicar en el prefacio de su edición original de 1832:

La aparición de este drama en el teatro dio motivo a un acto ministerial inaudito. Al día siguiente de su estreno remitió al autor, Jouslin de la Salle, director de escena del Teatro Francés, el siguiente oficio, cuyo original conserva:

«En este momento, que son las diez y media, acabo de recibir la orden de suspender las representaciones de El rey se divierte, que me comunica M. Taylor en nombre del ministro.
 Hoy 23 de noviembre.»

En 1833 conoce a la actriz Juliette Drouet, que se convierte en su amante y le consagrará su vida. Drouet lo salvará del encarcelamiento durante el golpe de Estado de Napoleón III. Hugo escribirá para ella numerosos poemas. Ambos pasan juntos cada aniversario de su encuentro y completan, año tras año, un cuaderno común que titulan cariñosamente Libro del aniversario. Además de Juliette, Hugo contó con numerosas amantes.

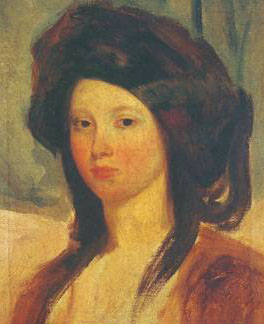
Juliette Drouet, por Champmartin.

Lucrecia Borgia y María Tudor se estrenaron en el Teatro de la Porte Saint-Martin en 1833, y Angelo, tirano de Padua en el Théâtre-Français en 1835. Ante la falta de escenarios para representar los nuevos dramas, cuya puesta en escena es compleja y costosa por la cantidad de escenografía y tramoya que exige la ruptura de las unidades, Hugo decide, junto con Alejandro Dumas, también hijo de un general napoleónico, crear una sala dedicada al drama romántico. Aténor Joly recibe, por orden ministerial, el privilegio que autoriza la creación del Théâtre de la Renaissance en 1836, donde se representará, en 1838, Ruy Blas.
Hugo accede a la Academia francesa en 1841, después de tres tentativas que resultaron infructuosas, esencialmente a causa de un grupo de académicos entre los que se encontraba el escritor costumbrista Étienne de Jouy, que se oponían al romanticismo y lo combatían ferozmente.
Para Hugo 1843 fue un año funesto; en marzo se estrenó Los burgraves, obra que no recibe el éxito esperado. Durante la creación de todas sus obras, Hugo se enfrenta contra todo tipo de dificultades materiales y humanas, como teatros poco propicios a los espectáculos de envergadura o reticencias de los actores franceses ante la audacia de sus dramas, y sus piezas reciben silbidos a menudo por parte de un público poco sensible al drama romántico, aunque también reciben por parte de sus admiradores vigorosos aplausos. El 4 de septiembre de 1843, Léopoldine muere trágicamente en Villequier, en el río Sena, ahogada junto con su marido Charles Vacquerie tras el naufragio de su barco. Hugo se encontraba entonces en los Pirineos con Juliette Drouet, y se entera por la prensa de la muerte de su hija. El escritor se ve afectado terriblemente por esta muerte, que le inspirará varios poemas de Las contemplaciones —particularmente, «Mañana, desde el alba»—. Desde esta fecha y hasta su exilio en 1851, Hugo no publicará nada, aunque seguirá escribiendo furiosamente; no estrena teatro, no imprime novelas ni colecciones de poemas. Algunos autores ven en la muerte de Léopoldine y el fracaso de Los burgraves una posible razón de este desafecto del autor hacia la creación literaria, mientras que otros ven más bien una posible atracción hacia la política, actividad que le ofrecería otra tribuna a sus actividades. Es verdad que en 1845 fue nombrado Par de Francia y en 1848 no es todavía el furibundo republicano que llegará a ser.

### Acción política
Educado por su madre bretona en el espíritu del monarquismo, paulatinamente muestra interés y convencimiento hacia la democracia —«J'ai grandi» (crecí), escribe en el poema Écrit en 1846 en respuesta a un reproche de un amigo de su madre—.
Según Pascal Melka, Hugo tiene la voluntad de conquistar el régimen para tener influencia y poder así llevar a cabo sus ideas. Se hace entonces confidente de Luis Felipe I en 1844 y posteriormente par de Francia en 1845. Su primer discurso, realizado en 1846, es para defender la suerte de Polonia, descuartizada entre varios países, y en 1847 defiende el derecho de regreso de los desterrados, como Jérôme Napoleón Bonaparte.
Al inicio de la Revolución francesa de 1848, es nombrado alcalde del 8.º distrito de París, y posteriormente diputado de la Segunda República con escaño entre los conservadores. Durante los motines obreros de junio de 1848, Hugo participará personalmente en la matanza, comandando tropas frente a las barricadas en el distrito parisino para el que fue nombrado alcalde; más tarde desaprobará la sangrienta represión desarrollada tras la revuelta. En agosto de 1848 funda el periódico L'Événement. Apoya la candidatura de Carlos Luis Napoleón Bonaparte, elegido presidente de la República en diciembre de 1848. Tras la disolución de la Asamblea nacional, en 1849 es elegido para la Asamblea legislativa y pronuncia su Discurso sobre la miseria. Rompe con Luis Napoleón Bonaparte por su apoyo al envío de una expedición francesa contra la República Romana instaurada en 1849, que termina con el restablecimiento del papa en sus funciones, y progresivamente se enfrenta contra sus antiguos amigos políticos y reprueba su política reaccionaria.

### Exilio

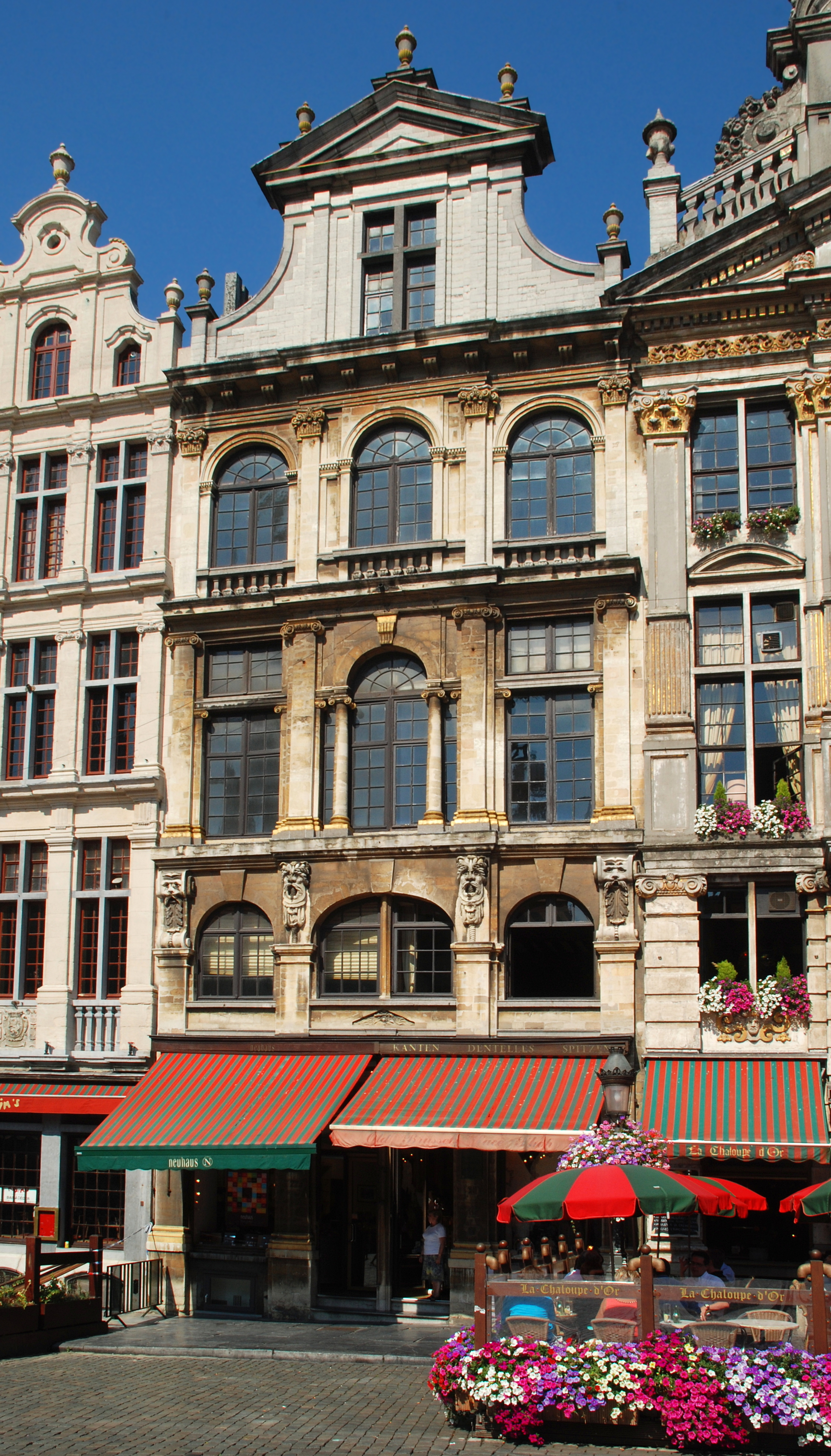
La maison du Pigeon, casa de la Grand Place en la que el autor vivió durante su exilio en Bruselas en 1852.

Cuando se produce el golpe de Estado del 2 de diciembre de 1851, Hugo intenta huir pero es retenido; sin embargo un comisario francés se niega a detenerlo diciéndole «¡Sr. Hugo, no le arresto porque solamente detengo a la gente peligrosa!».
Hugo se exilia voluntariamente en Bruselas, y condena con fuerza el golpe de Estado, sus razones morales, y a su autor, Napoleón III, en un panfleto publicado en 1852, Napoleón, el Pequeño, así como en Historia de un crimen, escrito al día siguiente del golpe de Estado y publicado 25 años más tarde, y en Los castigos. El doloroso recuerdo de su hija Léopoldine —así como su curiosidad— le impulsan a iniciar experiencias relacionadas con el espiritismo y consignadas en Les tables tournantes de Jersey, editado por Gustave Simon en 1923 (traducido en español en 2016 como Lo que dicen las mesas parlantes).Al publicarse Napoleón el Pequeño, por orden del gobierno belga se vio obligado a salir del país y se traslada a la dependencia británica de Jersey.

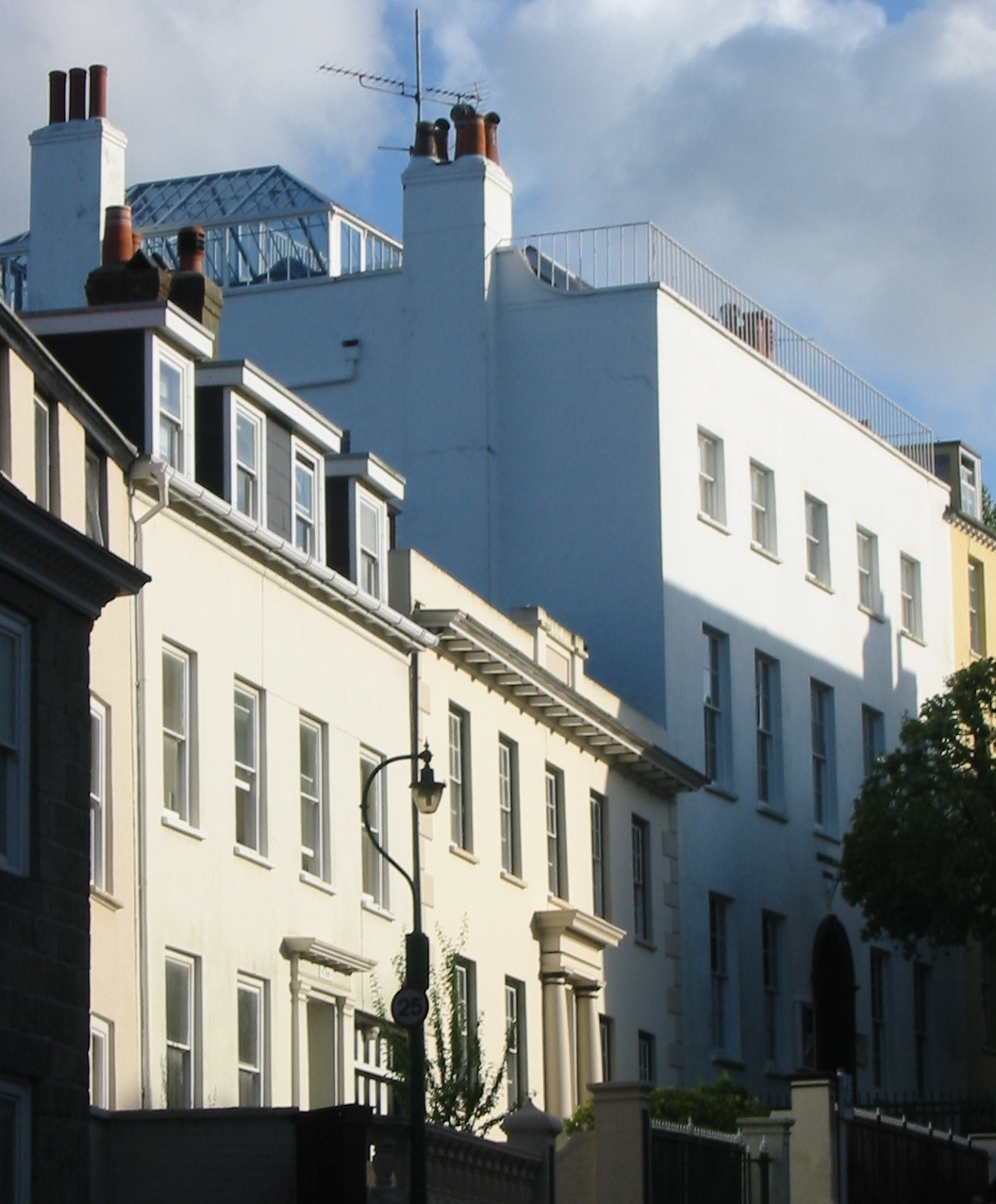
Hauteville House, residencia de Hugo durante su exilio en Guernsey.

Expulsado de Jersey en 1855 por haber criticado la visita de la reina Victoria a Francia, se instala en la Hauteville House en Guernsey. Hugo forma parte de un grupo de proscritos que niegan a volver a Francia tras el decreto de amnistía que permite el regreso de todos los expulsados tras el golpe de diciembre; Victor Hugo manifiesta: «Et s'il n'en reste qu'un, je serai celui-là» —Y si queda allí sólo uno, seré yo—. Estos años difíciles son muy fecundos desde el punto de vista literario; publica Los castigos (1853), obra en verso que tiene en su punto de mira el Segundo Imperio; Las contemplaciones, poesías (1856); La leyenda de los siglos (1859), así como una de sus obras más significativas, la novela Los miserables (1862). Rinde homenaje al pueblo de Guernsey en su novela Los trabajadores del mar (1866).
Recibe algunas visitas del continente, como la de Judith Gautier o la de Boucher de Perthes en 1860; este último lo describe como «un republicano gentilhombre, (...) muy bien establecido, viviendo como padre de familia (...) querido por sus vecinos y considerado por los habitantes.»

### Regreso a Francia y muerte

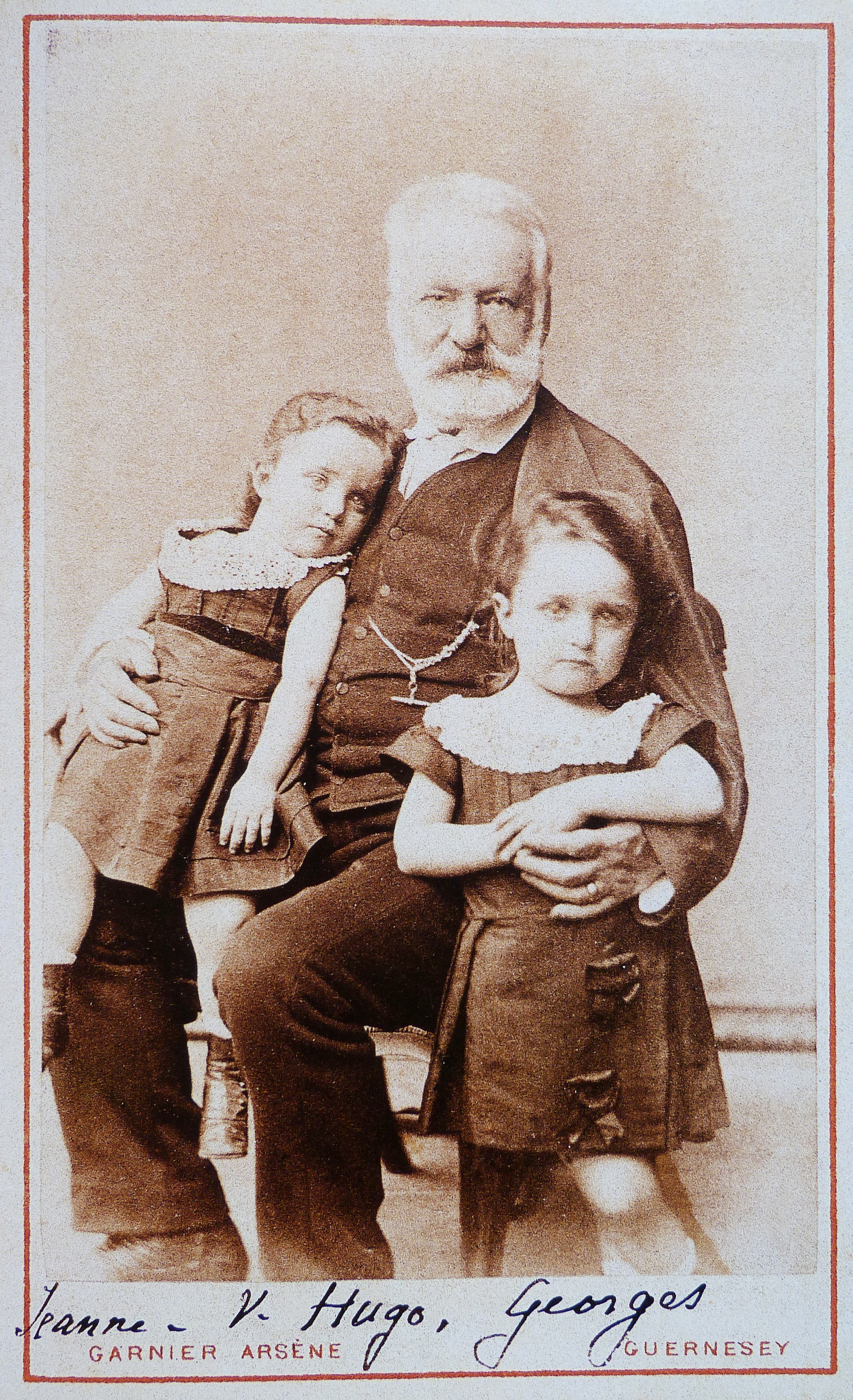
Victor Hugo con sus nietos Georges y Jeanne en 1872.

Cuando Napoleón III firmó el decreto de 1859 de amnistía general de los presos políticos, Hugo se había negado a sacar provecho de esta gracia del «usurpador» («Quand la liberté rentrera, je rentrerai» —Cuando vuelva la libertad, volveré—) y tampoco lo hace en la de 1869. Finalmente regresa a Francia en septiembre de 1870, después de la derrota del ejército francés en la Batalla de Sedán y recibe una acogida triunfal por parte de los parisinos. Participa activamente en la defensa de París durante el Sitio de París de 1870. Es elegido para la Asamblea nacional —ocupando un escaño por Burdeos— el 8 de febrero de 1871, pero dimite el mes siguiente como protesta contra la invalidación de Garibaldi. En marzo de 1871 se encontraba en Bruselas para arreglar la sucesión de su hijo Charles, cuando estalla la insurrección de la Comuna. Asiste a la rebelión y a su represión desde Bélgica y la desaprueba tan vivamente que es expulsado del país. Encuentra refugio durante tres meses y medio en el Gran Ducado —del 1 de junio al 23 de septiembre—. Permanece sucesivamente en Luxemburgo, en Vianden —dos meses y medio—, en Diekirch y en Mondorf-les-Bains, donde se somete a una cura termal; finaliza allí la colección de poemas El año terrible. Regresa a Francia a finales de 1871. Lo solicitan varios comités republicanos, y acepta presentarse candidato para la elección complementaria del 7 de enero de 1872. Visto como «radical» debido a su voluntad de amnistiar a los comuneros, es golpeado por el republicano moderado Joseph Vautrain. El mismo año, Hugo se traslada de nuevo a Guernesey, donde escribe la novela Noventa y tres.

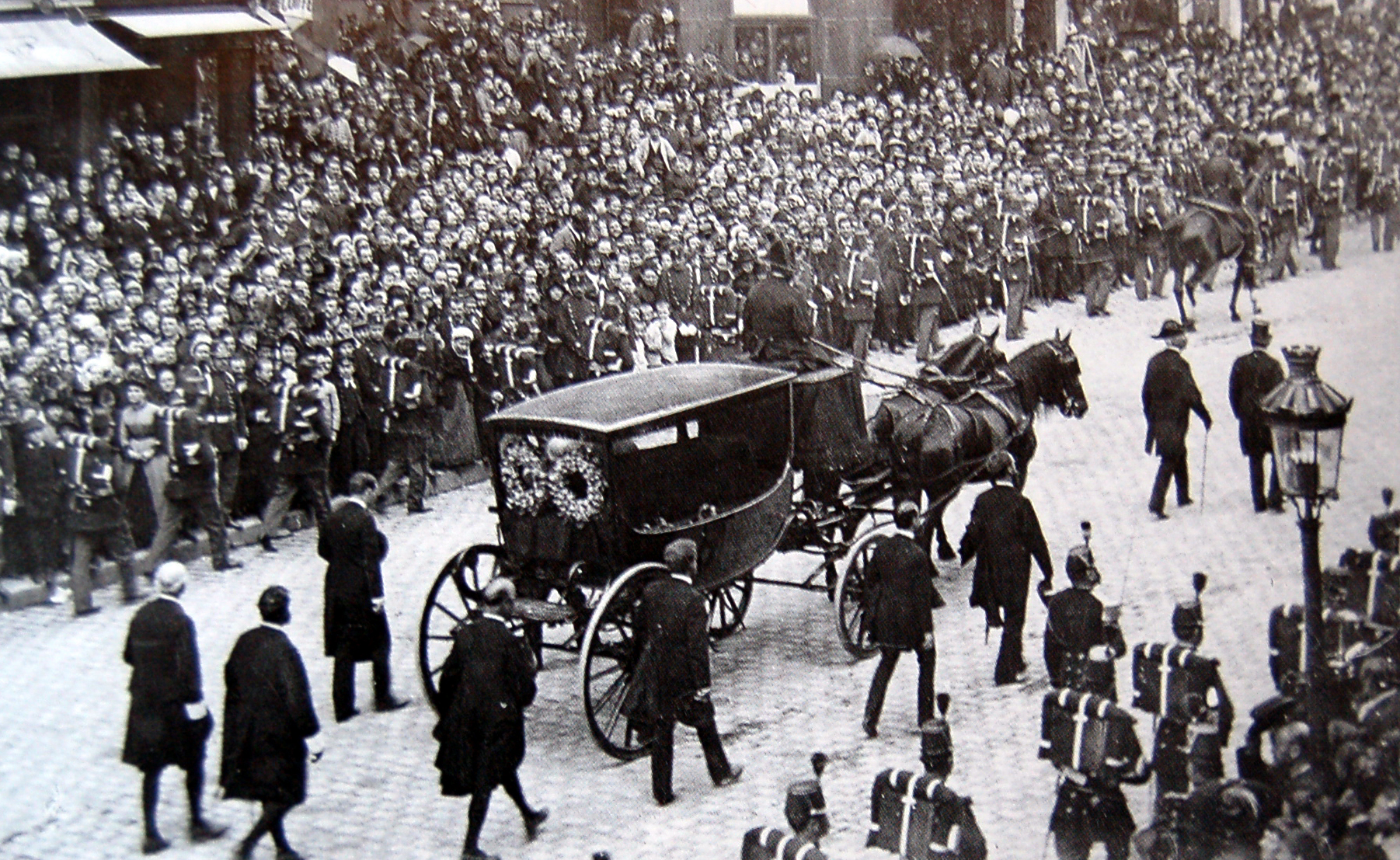
La Tercera República Francesa lo honró a su muerte con un funeral de Estado, y sus restos fueron inhumados en el Panteón de París.

En 1873 reside en París y se consagra a la educación de sus dos nietos, Georges y Jeanne, que le inspiran la colección El arte de ser abuelo. Recibe a muchos personajes, políticos y literarios, como los hermanos Goncourt, Lockroy, Clemenceau, Gambetta y otros. El 30 de enero de 1876 es elegido senador y milita en favor de la amnistía. Se opone al presidente Mac-Mahon cuando este disuelve la cámara baja. En su discurso de apertura del Congreso Literario Internacional de 1878, Hugo se posiciona por el respeto de la propiedad literaria pero también por el fundamento del dominio público. En junio de 1878 se siente indispuesto —tal vez aquejado de un evento cerebrovascular—; se traslada a reposar cuatro meses a Guernesey en su residencia de Hauteville House, atendido por su «secretario benévolo», Richard Lesclide. Este mal estado de salud pone fin prácticamente a toda su actividad como escritor. No obstante continúan apareciendo regularmente numerosas selecciones, que recopilan poemas que datan de sus años de excepcional inspiración (1850-1870), como La Piedad suprema (1879), El asno (1880), Los cuatro vientos del espíritu (1881), la última serie de La leyenda de los siglos (septiembre de 1883) y otras, contribuyendo a la leyenda del viejo hombre inagotable hasta la muerte. Durante este período, muchas de sus obras son representadas de nuevo, como Ruy Blas en 1872, Marion de Lorme y María Tudor en 1873 o El rey se divierte en 1882.

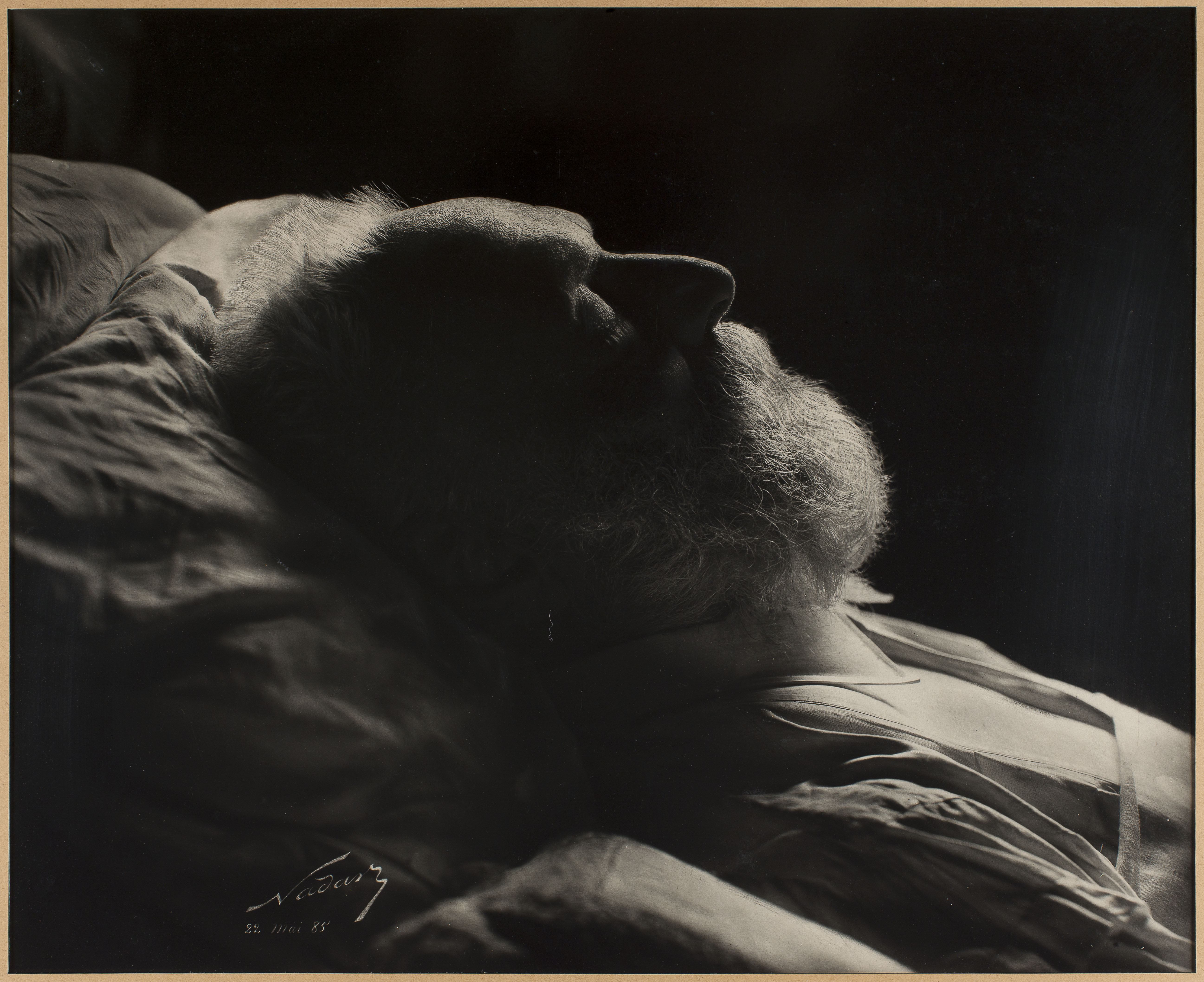
Fotografía post mortem de Victor Hugo en 1885.

Bajo la Tercera República, el gobierno de Jules Ferry promulgó la ley del 30 de julio de 1881, conocida como «Ley de reparación nacional», que concedía una pensión o renta vitalicia a los ciudadanos franceses víctimas del golpe de Estado de 1851 y de la ley de seguridad general. La Comisión general encargada examinar los expedientes, presidida por el Ministro del Interior, estaba formada por representantes del ministerio, de consejeros de Estado, e incluía a ocho parlamentarios, todos antiguas víctimas: cuatro senadores —Victor Hugo, Jean-Baptiste Massé, Elzéar Pin y Victor Schœlcher— y cuatro diputados —Louis Greppo, Noël Madier de Montjau, Martin Nadaud y Alexandre Dethou—.

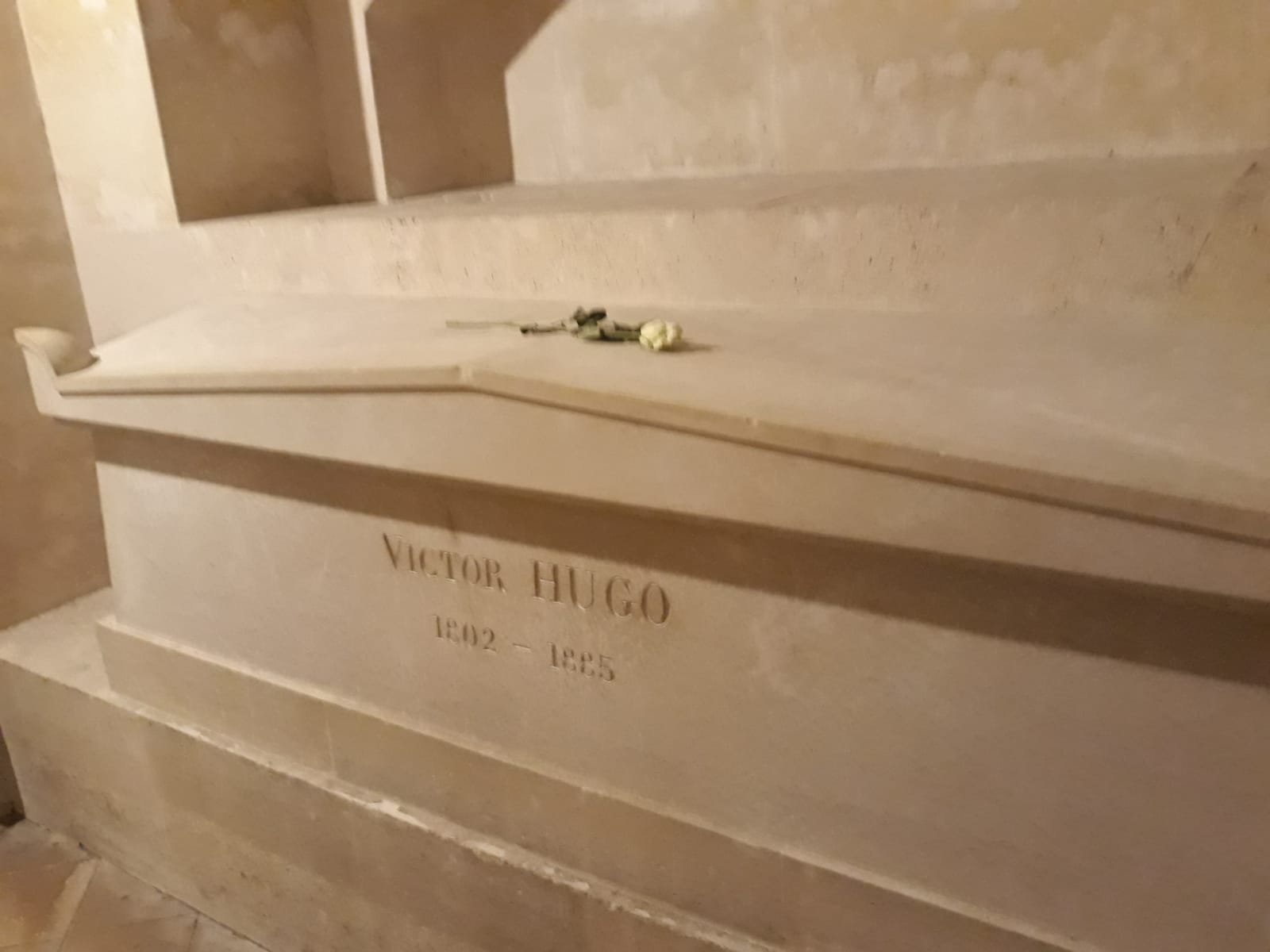
Sepultura de Victor Hugo en el Panteón de París.

Hasta su muerte, Hugo fue una de las figuras tutelares de la recuperada república, así como una indiscutible referencia literaria. Fallece el 22 de mayo de 1885, en su residencia particular «La Princesse de Lusignan», que se encontraba situada en el lugar del actual n.º 124 de la avenida Victor-Hugo de París. Según la leyenda, sus últimas palabras fueron: «Ceci est le combat du jour et de la nuit... Je vois de la lumière noire.» —Es el combate del día y de la noche... Veo la luz negra—. Conforme a sus últimas voluntades, la ceremonia se efectúa en el llamado «coche fúnebre de los pobres». Inicialmente se piensa en el cementerio del Père-Lachaise, pero el 1 de junio, en respuesta al decreto del 26 de mayo de 1885, es finalmente conducido al Panteón de París (la joven Tercera República aprovecha este acontecimiento para transformar la iglesia de Sainte-Geneviève en Panteón). 
Antes del traslado de sus restos, su ataúd es expuesto una noche bajo el Arco de Triunfo, sobre el que se coloca un crespón negro; coraceros a caballo velan toda la noche el catafalco coronado con las iniciales VH, según la programación establecida por Charles Garnier. Un gran número de personas y delegaciones se desplazaron para ofrecerle su último homenaje; la comitiva hacia el Panteón se extiende a lo largo de varios kilómetros y es seguida por unos dos millones de personas. Actualmente sus restos reposan junto a los de Émile Zola y Alejandro Dumas, trasladados desde otras necrópolis en 1908 y 2002 respectivamente.
Fue uno de los escritores más populares de su tiempo y aún hoy en día es uno de los más conocidos, y está considerado como uno de los pilares de la literatura francesa.

## Su obra
Hugo fue un escritor prolífico. El conjunto de su extensa obra (seleccionada y organizada por sus ejecutores testamentarios Paul Meurice y Auguste Vacquerie) fue publicada por el editor y escritor Jean-Jacques Pauvert y representa casi cuarenta millones de caracteres reunidos en 53 volúmenes.

L'ensemble de mon œuvre fera un jour un tout indivisible. [...] Un livre multiple résumant un siècle, voilà ce que je laisserai derrière moi
El conjunto de mi obra será un día un todo indivisible. [...] Un libro múltiple que resume un siglo, he aquí lo que dejaré detrás de mí.
Contribution aux études sur Victor Hugo.

Firma.

Practicó casi todos los géneros: novela, poesía, teatro, ensayo... con una pasión por la palabra, un sentido de lo épico y una imaginación fecunda. Escritor y político, Hugo nunca intentó marcar una distinción entre su actividad como escritor y su compromiso social, y efectuaba una mezcla de sus obras de ficción, el desarrollo novelesco y la reflexión política.

### Novelista
Hugo publicó nueve novelas. La primera, Bug-Jargal, la escribió a los dieciséis años y la última, Noventa y tres, a los setenta y dos años de edad. Su narrativa novelística abarcó todas las edades del escritor, todas las modas y todas las corrientes literarias de su tiempo sin confundirse nunca totalmente con ninguna; en efecto, yendo más allá de la parodia, Hugo utiliza las técnicas de la novela popular ampliándolas y subvirtiendo los géneros y sobrepasándolos: si bien Han de Islandia (1823), Bug-Jargal (1826) o Nuestra Señora de París (1831) se asemejan a las novelas históricas en boga a principios del siglo XIX, sobrepasan este ámbito; Hugo no es Walter Scott y sus novelas se desarrollan hacia la epopeya y lo grandioso.

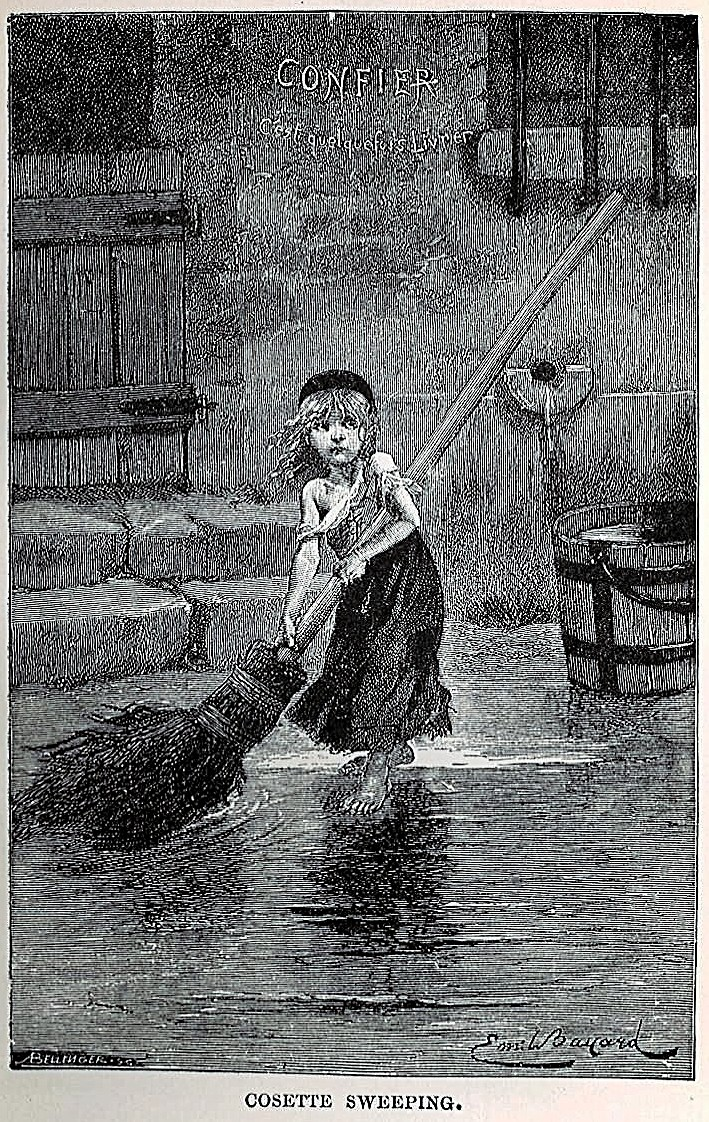
Cosette, personaje de Los miserables. Ilustración de Émile Bayard.

El último día de un condenado a muerte en 1829 y Claude Gueux en 1834 invitan a una reflexión social, pero no son fáciles de definir. El propio Hugo las califica como «novelas de hechos y novelas de análisis», a la vez históricas y sociales, pero sobre todo comprometidas en una lucha —la abolición de la pena de muerte— que sobrepasa de lejos el marco de la ficción. Podemos decir lo mismo de Los miserables, que aparece en 1862, en pleno período del realismo literario, pero del que toma pocas características. Este enorme éxito popular se mueve constantemente entre el melodrama popular, el encuadre realista y el ensayo didáctico.
En Los trabajadores del mar (1866) y en El hombre que ríe (1869), Hugo se acerca más a la estética romántica de principios del siglo, con sus personajes deformes, sus monstruos y su Naturaleza extraordinaria.
En 1874, Noventa y tres marca la materialización novelesca de un viejo tema hugoniano: el papel fundador de la Revolución francesa en la conciencia literaria, política, social y moral del siglo XIX. Mezcla la ficción y la historia, sin que la escritura marque la frontera entre las narraciones.
Sus novelas no son simplemente un divertimento: para Hugo el arte debe al mismo tiempo instruir y gustar, y la novela casi siempre está al servicio del debate de ideas. Esta constante marca las novelas abolicionistas de su juventud y prosigue, en su madurez, a lo largo de sus numerosas digresiones sobre la miseria material y moral en Los miserables.
Poeta o novelista, Hugo es un dramaturgo de la fatalidad, y sus héroes están, como los héroes de la tragedia, ligados a las obligaciones externas y a la implacable fatalidad; unas veces imputable a la sociedad —Jean Valjean, Claude Gueux, el héroe de El último día de un condenado a muerte—, otras a la Historia —Noventa y tres—, o bien a su nacimiento —Quasimodo—. Su inclinación a la epopeya, hombres influenciados por las fuerzas de la Naturaleza, por la Sociedad, por la fatalidad, nunca dejó al autor; Hugo siempre se encontró con su público sin ceder nunca a los caprichos de la moda y nadie se asombra de que haya podido convertirse en un clásico en vida.

### Dramaturgo

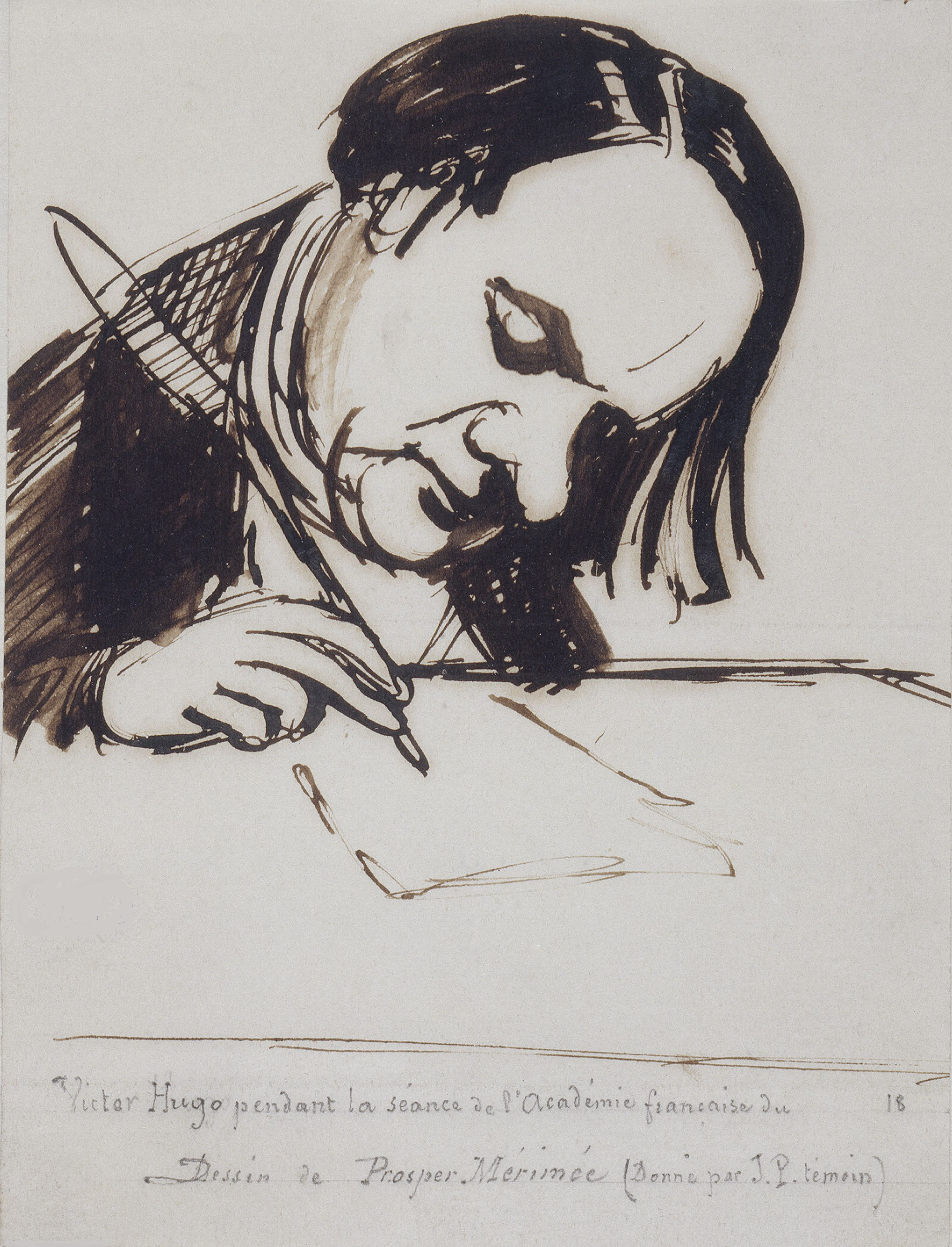
Bosquejo de Hugo, por Prosper Mérimée.

El teatro de Victor Hugo se sitúa en una renovación del género teatral iniciado por Madame de Staël, Benjamin Constant, François Guizot, Stendhal, Alfred de Musset y Chateaubriand. En Cromwell, obra de la que él mismo es consciente de que es irrepresentable en su época (pieza de 6414 versos e innumerables personajes), da rienda suelta a su idea del nuevo teatro. Publica al mismo tiempo un prefacio destinado a defender su obra y donde expone sus ideas sobre el drama romántico: un teatro «todo en uno», a la vez drama histórico, comedia, melodrama y tragedia. Se reivindica revalorizando el teatro de Shakespeare, levantando un puente entre Molière y Corneille. Expone su teoría de lo grotesco que se manifiesta bajo varias formas: del ridículo a lo fantástico pasando por lo monstruoso o lo horrible. Victor Hugo escribió «Lo bello solo tiene una forma, lo feo tiene mil». Anne Ubersfeld habla sobre este tema del aspecto carnavalesco del teatro de Hugo, y del abandono del ideal de lo bello. Según Hugo, lo grotesco debe ir junto a lo sublime porque ambos son aspectos de la vida.
En el momento de la creación de sus demás obras, Hugo realiza numerosas concesiones para «educar» al público y llevarlo hacia su idea del teatro. Para él, el romanticismo es el liberalismo en la literatura. Sus últimas obras, escritas durante el exilio y nunca estrenadas durante su vida, fueron compiladas en una colección con el evocador título de Teatro en libertad. El teatro debe dirigirse a todos: el amante de la pasión, el de la acción o el de la moral. Para el autor el teatro tiene la misión de instruir, de ofrecer una tribuna para el debate de ideas y de presentar «las heridas de la humanidad con una idea consoladora».
Hugo sitúa sus obras principalmente en los siglos XVI y XVII, y se documenta mucho antes de comenzar a escribir, a menudo presenta una obra a tres bandas: el señor, la sirvienta y el malvado, donde confrontan y se mezclan dos mundos: el del poder y el de los servidores, donde los papeles se invierten (Ruy Blas, sirviente, desempeña el papel de un grande de España) y donde el héroe se muestra débil y el malvado tiene una faceta atractiva.
Como recurso estilístico utiliza el alejandrino, al que sin embargo da, cuando lo desea, una forma más libre, y son raras sus obras en prosa (Lucrecia Borgia, María Tudor).
Hugo cuenta con grandes defensores de su teatro, como Théophile Gautier, Gérard de Nerval, Hector Berlioz o Petrus Borel, pero también tuvo que enfrentarse a numerosas dificultades para la representación de sus obras. La primera dificultad es una oposición política; su cuestionamiento de los representantes del poder no gusta y Marion de Lorme es prohibida; también se prohíbe El rey se divierte tras la primera representación y los ultramonárquicos arremeten contra su Ruy Blas.
También está la coacción económica: en París solamente hay teatros susceptibles de representar dramas, el Théâtre Français y el Teatro de la Porte Saint-Martin. Estos dos teatros subvencionados no nadan en la abundancia y son tributarios de los subsidios del Estado y sus directores vacilan a la hora de asumir riesgos. Hugo se quejaba de la falta de libertad que ofrecían. Esta es una de las razones que le llevan a emprender la aventura del Teatro del Renacimiento.
La tercera, y más importante, es la oposición del propio mundo artístico. Muchos de los artistas y los críticos de su época son hostiles hacia la transgresión de los códigos culturales establecidos que representa el teatro de Hugo. Aprueban los grandes pensamientos que educan el alma, pero se rebelan contra todo lo relativo a lo grotesco, vulgar, popular o trivial. No apoyan todo que consideran excesivo, le reprochan su materialismo y su ausencia de moral. Critican con fuerza cada obra representada y a menudo se encuentran tras su prematura suspensión. El rey se divierte solo se representó una única vez, Hernani fue representada unas cincuenta veces con gran éxito, pero no se reestrenó en 1833; María Tudor se representa solo cuarenta y dos veces, Los burgraves son un fracaso, Ruy Blas es un éxito financiero, pero es destrozada por la crítica. Tan solo Lucrecia Borgia puede considerarse como un éxito total.
Florence Naugrette señala que el teatro de Hugo ha sido poco representado en la primera mitad del siglo XX. Es restablecido al interés contemporáneo por Jean Vilar en 1954, que representa sucesivamente Ruy Blas y María Tudor. Otros escenógrafos posteriores que hacen revivir Lucrecia Borgia (Bernard Jenny), Los burgraves y Hernani (Antoine Vitez), Marie Tudor (Daniel Mesguich), las obras del Teatro en libertad (L'Intervention, Mangeront-ils?, Mil francos de recompensa...) se representan de nuevo en los años 1960 y continúan siéndolo. En la actualidad se puede leer el conjunto de este Teatro en libertad en la edición realizada por Arnaud Laster. Naugrette subraya también las dificultades de interpretación del teatro de Hugo, y cómo hacerlo sin ser ni grandilocuente ni prosaico, sin falso pudor, cómo presentar lo grotesco sin deslizarse hacia la caricatura y cómo administrar la inmensidad del espacio escénico; también recuerda el consejo de Jean Vilar: «Representar sin pudor confiando en el texto de Victor Hugo».

### Poeta
A los veinte años de edad, Hugo publica las Odas, colección que ya deja entrever, en el joven escritor, los temas recurrentes en su obra: el mundo contemporáneo, la historia, la religión y el papel del poeta, en particular. Posteriormente se vuelve cada vez menos clásico, cada vez más romántico, y Hugo seduce al joven lector de su tiempo a lo largo de las ediciones sucesivas de las Odas (cuatro ediciones entre 1822 y 1828). En los diversos prólogos que antepone a esta colección, muestra una doble concepción de la poesía; por un lado es "todo lo que hay de íntimo en todo" (1822), y por otro, "el poeta debe marchar por delante de los pueblos como una luz y mostrarles el camino" (1824).
En 1828, reúne bajo el título Odas y baladas toda su producción poética anterior. Frescos históricos, evocación de la infancia; la forma es todavía convencional, sin duda, pero el joven romántico ya se toma libertades con la métrica y la tradición poética. Este compendio permite percibir las primicias de una evolución que durará toda su vida: el cristiano convencido se muestra poco a poco más tolerante, su monarquismo que se vuelve menos rígido y concede un lugar importante a la muy reciente epopeya napoleónica; además, lejos de esquivar su doble herencia paternal (monárquica) (napoleónica) y maternal, el poeta se enfrenta a ella, y se esfuerza en poner en escena lo contrario (la llamada antítesis hugoniana) para sobrepasarla:

Les siècles, tour à tour, ces gigantesques frères,
Différents par leur sort, semblables en leurs vœux,
Trouvent un but pareil par des routes contraires.
Los siglos, uno tras otro, gigantescos hermanos,
Diferentes por su suerte, semejantes en sus deseos,
Encuentran un fin parecido por caminos contrarios.
Odas y baladas, Libro segundo, «L'histoire»

Posteriormente se alejará en su obra de las preocupaciones políticas inmediatas, en lugar de las cuales prefiere —un tiempo— el arte por el arte. Inicia Los orientales (Oriente era un tema en boga) en 1829, (el año de El último día de un condenado tiene muerte).
El éxito es importante, su fama de poeta romántico se afianza y sobre todo, su estilo se confirma al poner en escena la guerra de independencia de Grecia (la elección de mostrar el ejemplo de estos pueblos que se desembarazan de sus reyes no es inocente en el contexto político francés del momento), tema que también inspiró a Lord Byron o Delacroix.
Desde Las hojas de otoño (1832), Los cantos del crepúsculo (1835) y Las voces interiores (1837), hasta la colección Los rayos y las sombras (1840), se resaltan los temas principales de una poesía todavía lírica, el poeta es un «alma en las mil voces» que se dirige a la mujer, a Dios, a los amigos, a la naturaleza y finalmente —con Los cantos del crepúsculo— a los poderosos, que son responsables de las injusticias de este mundo.
Estas poesías emocionan al público porque abordan con una aparente simplicidad los temas familiares; sin embargo, el autor no puede resistirse a su gusto por lo épico y lo grandioso.
A partir del exilio comienza un período de creación literaria que está considerada como la más rica, original y poderosa de su obra. Es por entonces cuando verán la luz algunos de sus poemas más importantes.
Los castigos son unos «versos de combate» que tienen como misión, en 1853, hacer público el «crimen» del «miserable» Napoleón III: el golpe de Estado del 2 de diciembre. Profeta de las desgracias que esperan a Napoleón III, Hugo se muestra cruel, satírico, incluso grosero («puerco en la cloaca») para castigar a «el criminal». Pero Hugo también se convierte en poeta de los tiempos mejores como en Stella; el poeta adquiere entonces tonos casi religiosos. En cuanto a la forma literaria de Los castigos, es de una riqueza extrema, y el autor recurre a múltiples recursos como la fábula, la epopeya, la canción o la elegía.
Unos años más tarde, Hugo declara, a propósito de Las contemplaciones que aparecen en 1856: «¿Qué son Las contemplaciones?: Las memorias de un alma». Apoteosis lírica, marcada por el exilio en Guernesey y la muerte (cf. Pauca Meae) de la hija adorada: el exilio afectivo, el exilio político: Hugo se dirige al descubrimiento solitario del yo y del universo. El poeta, al igual que en Los castigos, se convierte él mismo en profeta, voz del más allá, viendo secretos de la vida después de la muerte y quien intenta perforar los secretos de las intenciones divinas. Pero, al mismo tiempo, Las contemplaciones, con lirismo amoroso y sensual, contiene algunos de los poemas más célebres inspirados por Juliette Drouet. Las contemplaciones son una obra multiforme, como el mismo indica, de las «memorias de un alma».
Finalmente, La leyenda de los siglos, su obra maestra de poesía, sintetiza la historia del mundo en una gran epopeya aparecida en 1859; «L'homme montant des ténèbres à l'Idéal» («El hombre asciende de las tinieblas al ideal»), esto es, la ascensión lenta y dolorosa de la humanidad hacia el progreso y la luz.
Unas veces lírico, otras épico, Hugo está presente en todos los frentes y en todos los géneros: emocionó profundamente a sus contemporáneos, exasperó los poderosos e inspiró a los más grandes poetas. Así lo recuerda Simone de Beauvoir: '«Su 79.º aniversario fue celebrado como una fiesta nacional: 600 000 personas desfilaron bajo sus ventanas, le habíamos levantado un arco de triunfo. La avenida de Eylau fue bautizada poco después como avenida Victor-Hugo y hubo un nuevo desfile en su honor el 14 de julio. Hasta la burguesía se había reunido, [...]».

Demain, dès l'aube...

Demain, dès l'aube, à l'heure où blanchit la campagne,

Je partirai. Vois-tu, je sais que tu m'attends.

J'irai par la forêt, j'irai par la montagne.

Je ne puis demeurer loin de toi plus longtemps.

Je marcherai les yeux fixés sur mes pensées,

Sans rien voir au dehors, sans entendre aucun bruit,

Seul, inconnu, le dos courbé, les mains croisées,

Triste, et le jour pour moi sera comme la nuit.

Je ne regarderai ni l'or du soir qui tombe,

Ni les voiles au loin descendant vers Harfleur,

Et quand j'arriverai, je mettrai sur ta tombe

Un bouquet de houx vert et de bruyère en fleur.
Mañana, al alba...

Mañana, al alba, cuando blanquea el campo,

Yo partiré. Mira, sé que me esperas.

Iré por el bosque, iré por la montaña.

No puedo permanecer lejos de ti más tiempo.

Caminaré, los ojos fijos en mis pensamientos,

Sin ver nada alrededor, sin escuchar ningún ruido,

Solo, desconocido, la espalda encorvada, las manos cruzadas,

Triste, y el día para mí será como la noche.

No miraré ni el oro de la tarde que cae,

Ni las velas lejanas descendiendo hacia Harfleur,

Y al llegar, pondré sobre tu tumba,

Un ramo de acebo verde y de brezo en flor.
Victor Hugo, Las contemplaciones, 1856.

### Testigo viajero

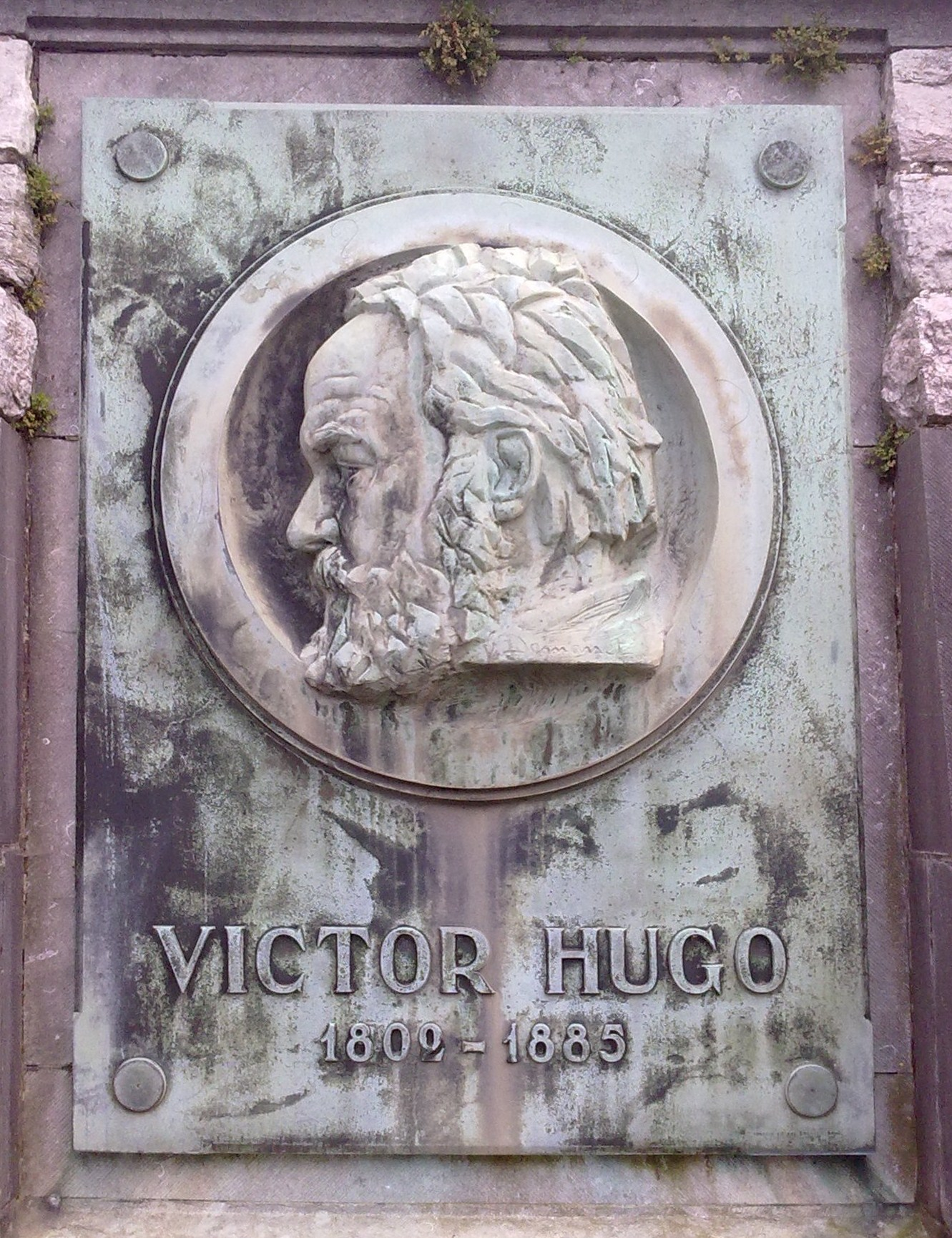
Imagen del autor en la Colonne Victor Hugo en Waterloo (Bélgica).

Hugo realizó muchos viajes hasta 1871. Durante sus viajes, utiliza cuadernos de apuntes de dibujos y notas. Así, se puede citar el relato de un viaje realizado a Ginebra y a los Alpes con Charles Nodier. También realiza cada año un viaje de un mes de duración con Juliette Drouet, visitando una región de Francia o de Europa y vuelve con notas y dibujos. De tres viajes por el Rin (1838, 1839, 1840), acumula una colección de cartas, notas y dibujos publicada en 1842 y completada en 1845. Durante los años 1860, atraviesa muchas veces el Gran Ducado de Luxemburgo como turista, mientras viaja sobre el Rin alemán (1862, 1863, 1864, 1865). Cuando regresa a París, en 1871, deja de viajar.

### Dibujante
A su talento como escritor, también hay que añadir el dibujo. Aunque si bien es cierto que el artista no eclipsó al poeta, no se debe olvidar el trabajo pictórico de Hugo, al que se consagraron numerosas y prestigiosas exposiciones durante los últimos años (en el momento del centenario de su muerte, en 1985, «Soleil d'Encre» en el Museo del Petit Palais y «Dessins de Victor Hugo» en la casa en la que vivió bajo la Monarquía de Julio en la Plaza de los Vosgos; pero también, más recientemente, en Nueva York, Venecia, Bruselas o Madrid).
Fue un artista autodidacta y obras son, en general, de pequeño tamaño; en ocasiones le sirven para ilustrar sus escritos (Los trabajadores del mar), y en otras para enviárselas a sus amigos el día de año nuevo y otras celebraciones. Su faceta artística, que desarrollará toda su vida, le divierte. Al principio, sus trabajos son de factura más bien realista; pero con el exilio y la confrontación mística del poeta con el mar, adquirirán una dimensión casi fantástica.
Esta faceta del talento de Hugo no pasa desapercibida a sus contemporáneos y le valdrá las alabanzas de, particularmente, Charles Baudelaire: «No encontré en las exposiciones de Salón la magnífica imaginación que fluye en los dibujos de Victor Hugo como el misterio en el cielo. Hablo de sus dibujos a tinta china, porque es demasiado evidente que en poesía, nuestro poeta es el rey de los paisajistas.».

### Hugo y la fotografía

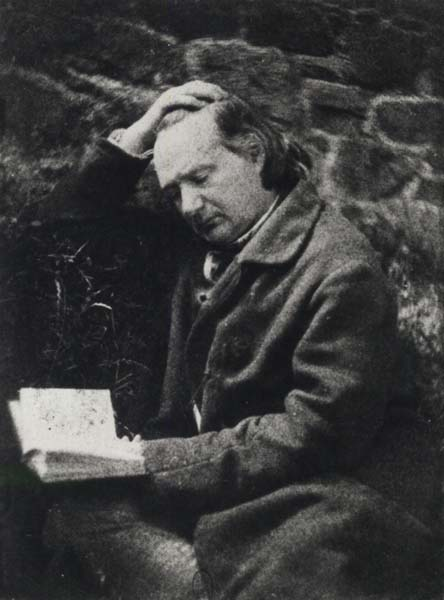
Victor Hugo leyendo delante de una pared de piedra, por Auguste Vacquerie (1853?), Museo de Orsay, París.

Durante el exilio en Jersey, Hugo se interesa por la fotografía. Colabora con sus hijos François–Victor y, sobre todo, Charles, así como con el poeta, dramaturgo, periodista y fotógrafo Auguste Vacquerie. Hugo les delega la parte técnica, pero es él quien pone en escena la composición de las vistas. Producen primero daguerrotipos, luego fotografías con negativos sobre papel, retratando esencialmente al poeta o su entorno familiar y amistoso. Toman también vistas de Jersey, de Marine Terrace y de algunos dibujos de Hugo.
Estas imágenes (cerca de 350 obras), que tenían un valor de recuerdo o de comunicación mediática, fueron difundidas fundamentalmente en el círculos íntimos, reunidas en álbumes, insertadas en algunos ejemplares de las ediciones originales del escritor, pero nunca conocieron una difusión comercial.

## Su pensamiento político
A partir de 1849, Hugo consagra un tercio de su obra a la política, un tercio a la religión y el último a la filosofía humana y social. El pensamiento de Hugo es complejo y a veces desconcertante. Niega toda condena de las personas y todo maniqueísmo, pero no es menos severo con la sociedad de su tiempo. Al mismo tiempo, su pensamiento político va a evolucionar, abandonando el conservadurismo y acercándose al reformismo.

### Política interior

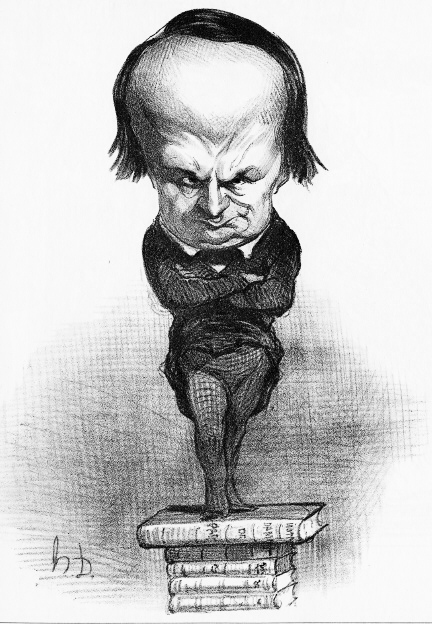
Les représentants représentés, caricatura de Victor Hugo por Daumier (1849), después de la elección del escritor para la Asamblea constituyente.

En su juventud, Hugo está próximo al partido conservador. Durante la Restauración borbónica en Francia, apoya a Carlos X, y se adscribe en la línea política de Chateaubriand.
Al inicio de la Revolución francesa de 1848, Hugo, par de Francia, inicialmente toma partido por la monarquía (el presidente del Consejo, Odilon Barrot, le encarga defender la idea de una regencia de la duquesa de Orleans). Una vez proclamada la república, Lamartine le propone un puesto de ministro (Enseñanza pública) en el gobierno provisional de 1848, pero se niega. En las elecciones de abril de 1848, aunque no era candidato, obtiene cerca de 55 500 votos en París pero no es elegido. En cambio, en las elecciones complementarias del 24 de mayo, resulta elegido en París con cerca de 87 000 votos. Ocupa un escaño con la derecha conservadora. Durante la revuelta conocida como Los días de junio de 1848, dirige grupos de fuerzas gubernamentales al asalto de las barricadas en la calle Saint-Louis. Vota a favor de la ley del 9 de agosto de 1848, que suspende algunos periódicos republicanos en virtud del estado de sitio. Sus hijos fundan el periódico L'Événement que lleva a cabo una campaña contra el presidente del Consejo, el republicano Cavaignac, y apoya la candidatura de Luis Napoleón Bonaparte en la elección presidencial de 1848. Al estar en contra del principio de una asamblea legislativa única, no vota la Constitución francesa de 1848. Al inicio de la presidencia de Luis Napoléon Bonaparte, Hugo frecuenta al nuevo presidente. En mayo de 1849, es elegido para la Asamblea nacional legislativa. Durante el verano de 1849, progresivamente se aleja de la mayoría conservadora de la Asamblea legislativa y desaprueba su política reaccionaria. En enero de 1850, combate la llamada ley Falloux que reorganiza la enseñanza en favor de la Iglesia católica; en mayo, lucha contra la ley que restringe el sufragio universal y, en julio, interviene contra la ley Rouher que limita la libertad de prensa. En julio de 1851, toma posición contra la ley que propone la revisión de la Constitución con el fin de permitir la reelección de Bonaparte. En junio de 1851, en el Palacio de Justicia de París, Hugo defiende a su hijo que es perseguido por haber publicado un artículo contra la pena de muerte en su periódico, L'Évènement. En la tarde del golpe de Estado del 2 de diciembre de 1851, junto a sesenta representantes, redacta una llamada a la resistencia armada. Perseguido, llega a Bélgica el 14 de diciembre. Es el principio de su largo exilio.
Reformista desde entonces, desea cambiar la sociedad. Si bien justifica el enriquecimiento, denuncia con fuerza el sistema de desigualdad social. Está contra los ricos que capitalizan sus ganancias sin reincorporarlas a la producción. También se opone a la violencia si ésta se ejercita contra un poder democrático, pero la justifica contra un poder ilegítimo. Así es como en 1851, lanza una llamada a las armas —«Cargue su arma y esté preparado»— que no es oída. Mantiene esta posición hasta 1870. Cuando estalla la Guerra franco-prusiana, Hugo la condena; para él se trata de una guerra por «capricho» y no de libertad. Luego, el Imperio es derrocado y la guerra continúa, contra la República; el alegato de Hugo en favor de la fraternización se queda sin respuesta. Entonces, el 17 de septiembre, el patriota gana por la mano al pacifista: esta vez publica una llamada al reclutamiento en masa y a la resistencia. Las elecciones del 8 de febrero de 1871 llevan al poder a los monárquicos partidarios de la paz con Bismarck. El pueblo de París niega la derrota y se inicia la insurrección de la Comuna el 18 de marzo.

### La Comuna
Según él mismo, Hugo no podía ser comunero. Tampoco apoya la reacción de Adolphe Thiers. Ante la represión que cae sobre los insurrectos, el poeta manifiesta su repulsa:

Des bandits ont tué soixante-quatre otages. On réplique en tuant six mille prisonniers!

Unos bandidos mataron a sesenta y cuatro rehenes. ¡Replicamos matando a seis mil presos!

Así, Hugo defiende el indulto de Louis Rossel, el único oficial de grado superior que se unió a la Comuna —del que era delegado a la Guerra—, y que fue ejecutado el 28 de noviembre de 1871. Desde su cargo de senador, luchó para que se consiguiera la amnistía de los presos comuneros sobrevivientes.

### Lucha social
Tuvo posiciones muy determinadas sobre la lucha social. Su obra maestra, Los Miserables es un himno contra la miseria y en favor de los más desprovistos.
Denunciando hasta el fin la segregación social, Hugo declara durante la última reunión pública que preside: «La cuestión social sigue en pie. Es terrible, pero simple, ¡es la cuestión de los que tienen y los que no tienen!»; trataba de recaudar fondos para permitirles a 126 delegados obreros poder ir al primer Congreso socialista de Francia, en Marsella.
Hugo luchó ferozmente contra la pena de muerte. En su infancia, asistió a ejecuciones de penas capitales y toda su vida, luchará contra ellas. El último día de un condenado a muerte (1829) y Claude Gueux (1834), dos novelas de su juventud, subrayan a la vez la crueldad, la injusticia y la ineficacia de la pena capital. Pero la literatura no basta, y lo sabe; la Cámara de los Pares, la Asamblea, el Senado: Hugo utilizará todas las tribunas a su alcance para defender su abolición, como en su discurso del 15 de septiembre de 1848 ante de la Asamblea nacional constituyente:

La peine de mort est le signe spécial et éternel de la barbarie.
La pena de muerte es el signo especial y eterno de la barbarie.

#### Derechos de las mujeres
En su trayectoria política y humanista Victor Hugo también destacó por ser uno de los pocos hombres de su siglo que alzaron su voz contra las injusticias que sufrían las mujeres. «Es difícil lograr la felicidad del hombre con el sufrimiento de la mujer»escribió en una carta a Léon Richer, creador de la Asociación por los derechos de las mujeres (1869) en la que Hugo se posiciona a favor de la lucha feminista que desarrollaban los librepensadores de la época. Por este compromiso Victor Hugo fue nombrado Presidente de Honor de la Liga Francesa de Derechos de las Mujeres fundada por Richer en 1882.

### Discursos

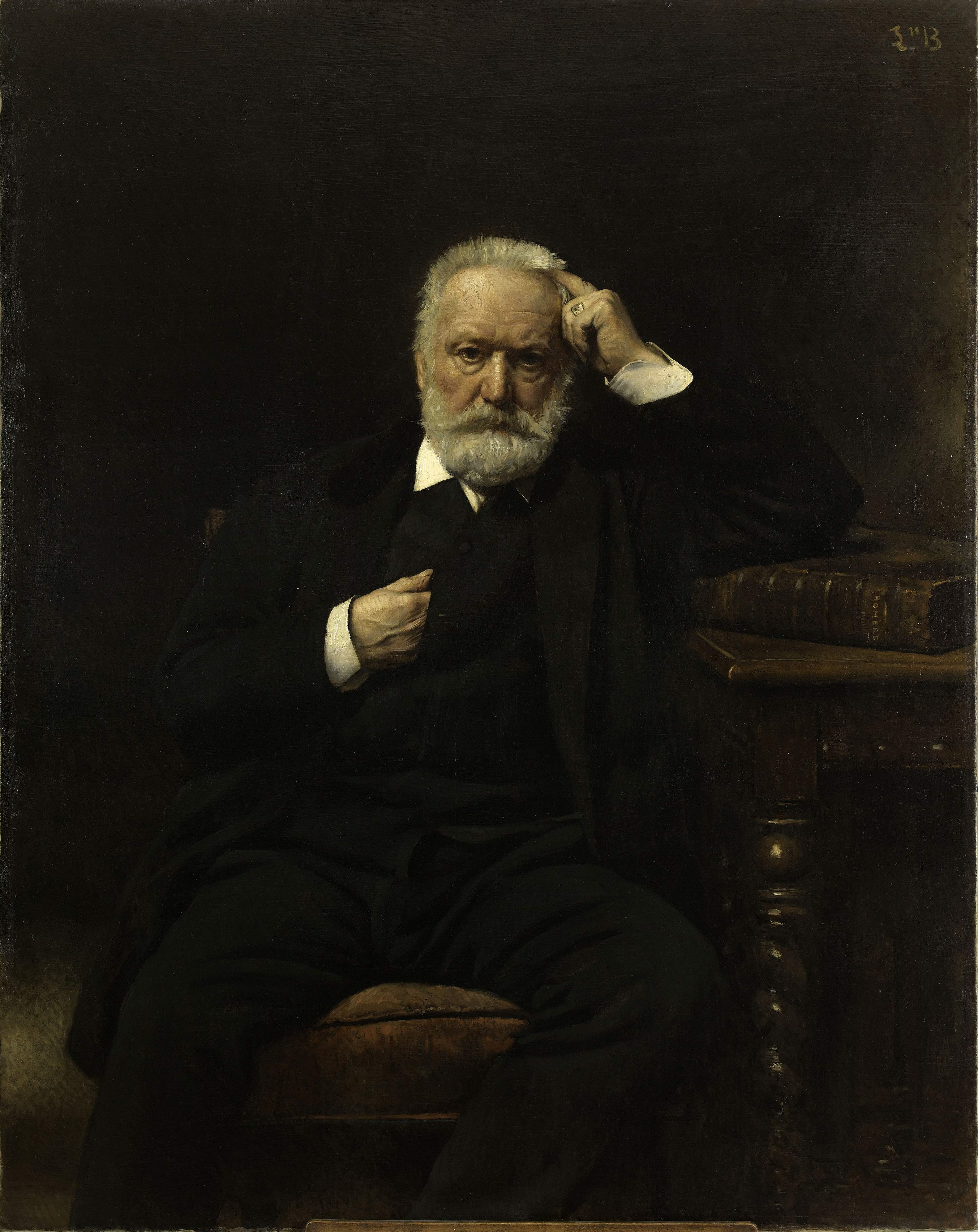
Victor Hugo por Léon Bonnat (1879).

Victor Hugo pronunció durante su carrera política varios grandes discursos; la mayoría de ellos están reagrupados en Actos y palabras:
- Por Serbia, por una Federación Europea (1876);[142]
- contra el trabajo de los niños (Cámara de los Pares, 1847);
- contra la miseria (Discours sur la misère, 9 de julio de 1849);
- sobre la condición femenina (durante las exequias de George Sand, el 10 de junio de 1876);
- contra la enseñanza religiosa y por una escuela laica y gratuita (Discours à propos du projet de loi sur l'enseignement, 15 de enero de 1850;[143]
- varios alegatos contra la pena de muerte (Que dit la loi?; «Tu ne tueras pas»; Comment le dit-elle?; En tuant!);
- numerosos discursos en favor de la paz (Discours d'ouverture du Congrès de la paix, 21 de agosto de 1849); carta en 1861 contra el saqueo del Antiguo Palacio de Verano por parte de franceses e ingleses durante la segunda guerra del Opio;[144]
- por el derecho al voto universal;
- sobre la defensa del litoral;[145]
- contra la invalidación de la elección de Garibaldi en la Asamblea Nacional el 8 de marzo de 1871, que fue el origen de su propia dimisión (Contre l'invalidation de Garibaldi).[146]

### Estados Unidos de Europa
Hugo defendió con frecuencia la idea de la creación de los Estados Unidos de Europa. Así, en 1849, durante el Congreso de la paz proclama:

Llegará un día en que ustedes Francia, ustedes Rusia, ustedes Italia, ustedes Inglaterra, ustedes Alemania, todas ustedes, naciones del continente, sin perder sus cualidades distintivas y vuestra gloriosa individualidad, ustedes se fundirán estrechamente en una unidad superior, y constituirán la fraternidad europea, absolutamente como Normandía, Bretaña, Borgoña, Lorena, Alsacia, todas nuestras provincias, se unieron a Francia.

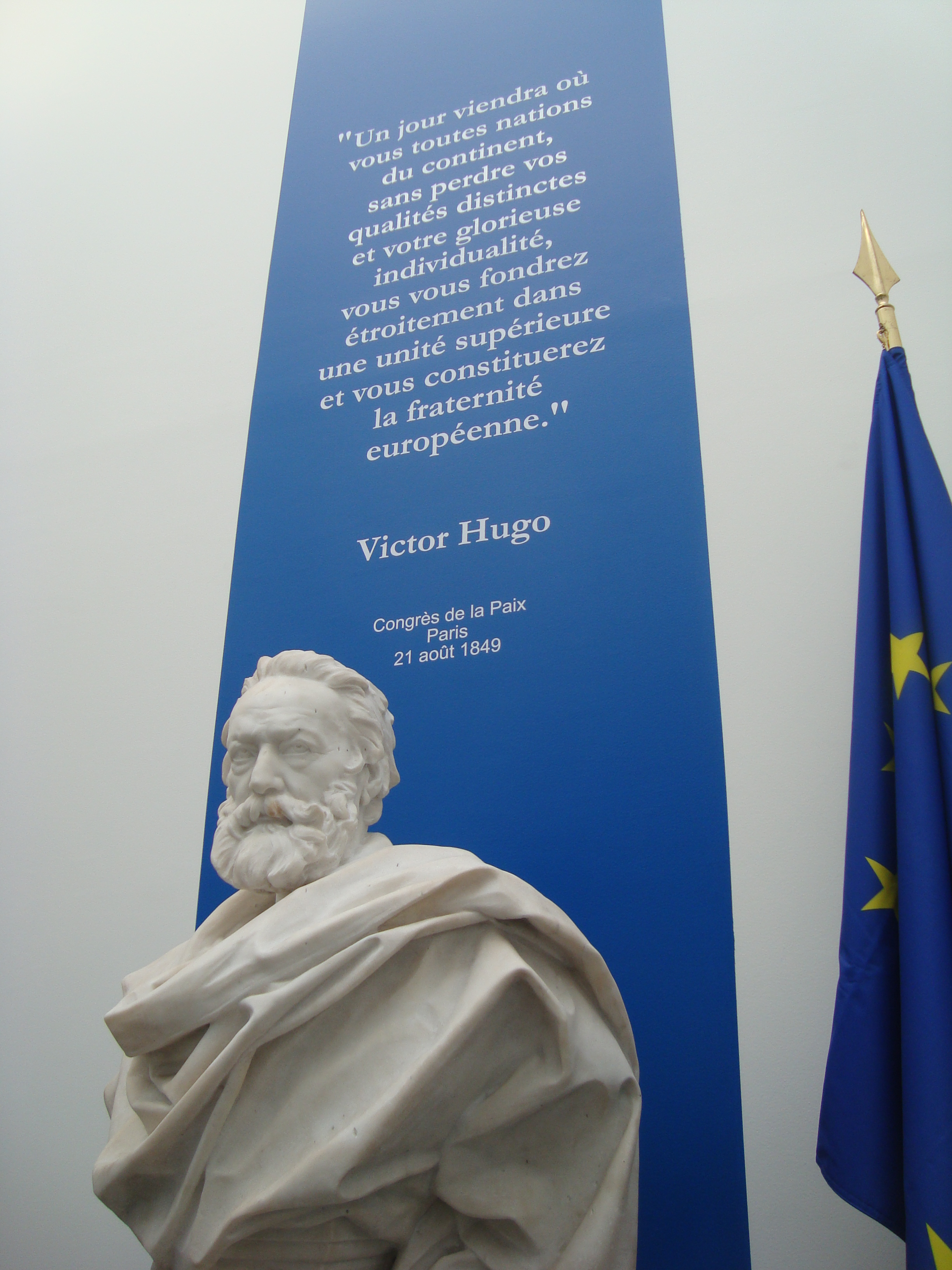
Busto de Hugo en la Asamblea Nacional francesa con un extracto de su discurso de 1849.

Llegará un día en que no haya más campos de batalla que los mercados que se abran al comercio y los espíritus que se abran a las ideas'.

Llegará un día dónde las balas de cañón y las bombas sean reemplazados por los votos, por el sufragio universal de los pueblos, por el venerable arbitraje de un gran Senado soberano que será en Europa lo que el Parlamento es en Inglaterra, lo que la Dieta es en Alemania, lo que la Asamblea Legislativa es en Francia.
Victor Hugo, Congreso de la paz - discurso de apertura,
Actos y palabras - Antes del exilio.

Hugo concibe una Europa orientada sobre el Rin, lugar de intercambios culturales y comerciales entre Francia y Alemania que sería el núcleo central de estos Estados Unidos de Europa.
Presenta una Europa de los pueblos en oposición a la Europa de los reyes, en forma de una confederación de Estados con pueblos unidos por el sufragio universal y la abolición de la pena de muerte.
La idea no era nueva, ya había sido defendida con anterioridad por Saint-Simon, Guizot y Auguste Comte, pero Hugo fue uno de sus defensores más ardientes en una época en que la historia no se presta a ello. Considerado como visionario o loco, Hugo reconoce los obstáculos que entorpecen esta gran idea y hasta precisa que hará falta tal vez una guerra o una revolución para alcanzarla.

### Colonización y esclavitud
No se expresó mucho respecto al tema de la colonización francesa de Argelia, a pesar de que constituyó la principal aventura colonial de la Francia de su época. Este silencio relativo en principio no tiene por qué asimilarse a un consentimiento por parte del autor. En efecto, si Hugo fue sensible ante los discursos que legitimaban la colonización en nombre de la «civilización», un análisis atento de sus escritos —y su silencio— muestran que a propósito de la «cuestión argelina» sus posiciones estaban lejos de ambigüedades: escéptico con respecto a las virtudes civilizadoras de la «pacificación» militar, sobre todo debía ver en la Argelia colonizada el lugar donde el ejército francés «se hizo tigre», y donde los miembros de la resistencia al golpe de Estado de Luis-Napoleón Bonaparte fueron deportados.
Sobre la esclavitud, cuestión respecto a la que, en los años 1820, a través de su obra Bug-Jargal mostraba que compartía con su visión de los pueblos negros los mismos prejuicios que sus contemporáneos, y que guardó un sorprendente silencio en el momento de la abolición de la esclavitud en Francia en 1848, sin embargo intervino para pedir la gracia del abolicionista estadounidense John Brown.

## Posteridad

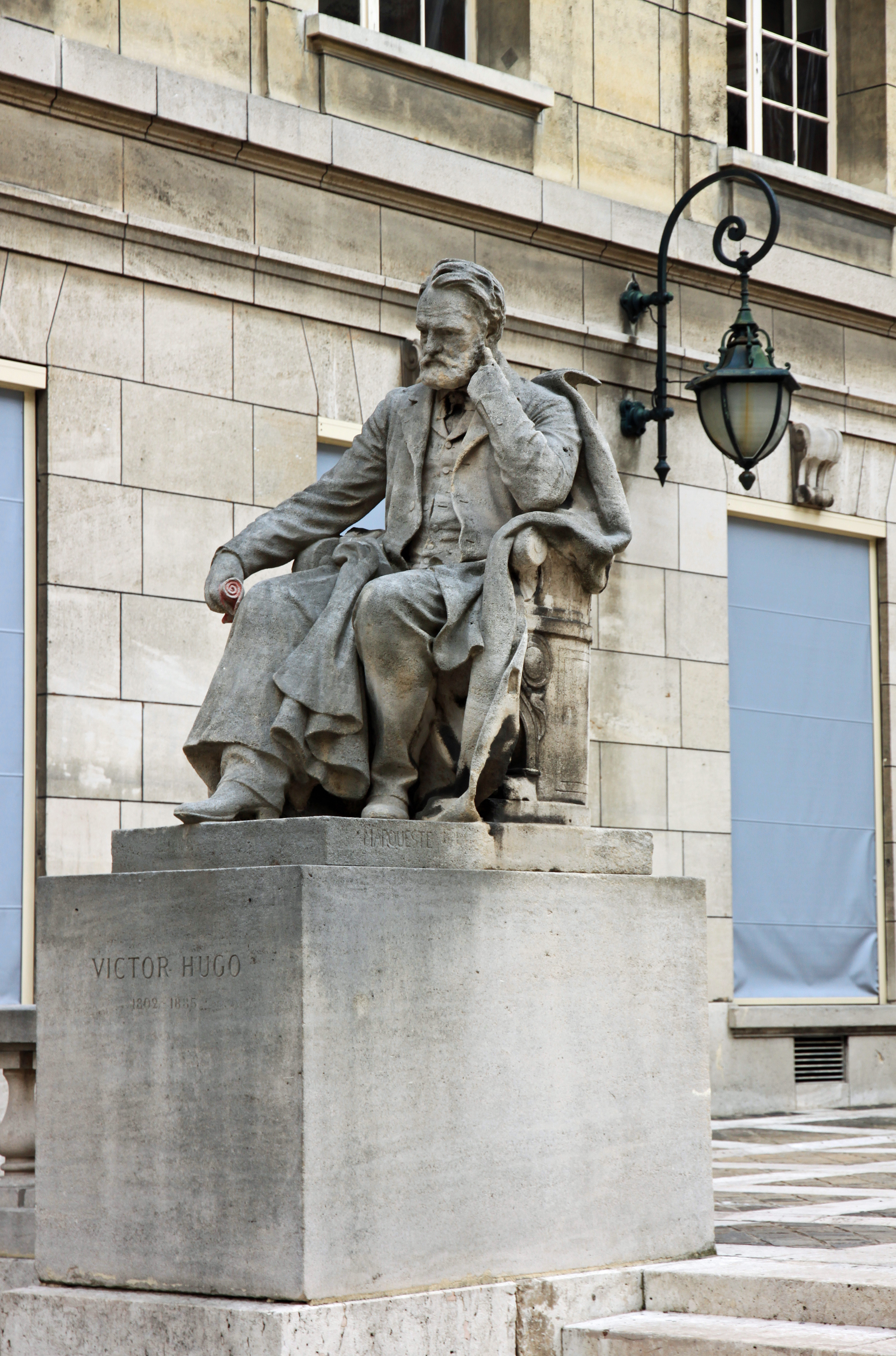
Estatua realizada por Laurent Marqueste (1901). Cour d'honneur de la Sorbona.

A principios del siglo XX, Hugo continuaba siendo una gloria nacional en Francia y la celebración del bicentenario de su nacimiento da lugar a numerosas actos oficiales. Sin embargo el mundo artístico se mantuvo algo distante. El movimiento parnasiano y el simbolista, volviendo a poner en tela de juicio la elocuencia en la poesía, se convirtieron en adversarios de la escuela de Hugo, y la moda de principios de siglo es la de una poesía menos apasionada. La respuesta del escritor André Gide «Hugo, ¡por desgracia!», en respuesta a la pregunta «¿Quién es su poeta?» en una encuesta realizada por el Hermitage titulada «Los poetas y su poeta», muestra la doble actitud de los poetas del siglo XX, reconociéndole a Hugo un lugar preeminente entre los poetas, pero también exasperados a veces por sus excesos. Charles Péguy, en Notre patrie (1905), no es muy suave al referirse a él y lo acusa de ser un «hipócrita pacifista», Saint-John Perse le reprocha haber pervertido el romanticismo por su compromiso político. Se reconoce su influencia tanto entre admiradores como Dostoyevski, como entre grandes detractores como Jean Cocteau. Hacia 1930, Eugène Ionesco escribe el panfleto Hugoliade y le reprocha a Hugo una elocuencia que enmascara la poesía así como su megalomanía.
Entre las dos guerras mundiales, en su calidad de revolucionario es apreciado por las gentes de izquierda (Romain Rolland, Alain) y detestado por la extrema derecha (Charles Maurras), y en su calidad de visionario es apreciado por los surrealistas (Aragon, Desnos). Durante la guerra, su imagen sirve como abanderado para la resistencia.
Tras la guerra, las pasiones se sosiegan, y se descubre al hombre. François Mauriac declara en 1952: «Comienza apenas a ser conocido. Estamos a las puertas de su verdadera gloria. Su purgatorio ha terminado.» El historiador Henri Guillemin publica una biografía muy matizada del escritor. Jean Vilar populariza su teatro. A partir de entonces Victor Hugo es adaptado al cine, al teatro y para la juventud. El centenario de su muerte es celebrado con gran pompa.

### Adaptaciones de sus obras
Sus obras dieron lugar a numerosas adaptaciones al cine, a la televisión o al teatro.

#### Cine
Muchas adaptaciones, de las que la mayoría corresponden a Los miserables, seguida de cerca por Nuestra Señora de París, se llevaron al cine. Se puede apreciar el carácter universal de la obra de Hugo en el hecho de que los cines más diversos adaptaron sus obras, como por ejemplo: estadounidense (1915, Don Caesar de Bazan, basada en Ruy Blas), (El hombre que ríe, 1928, adaptación de El hombre que ríe); británico (1998, Los miserables. La leyenda nunca muere); hindú (Badshah Dampati, en 1953, adaptación de Nuestra Señora de París); japonés (en 1950 Re Mizeraburu: Kami To Akuma, adaptación en un ambiente japonés bajo la era Meiji); egipcio (1978, Al Bo'asa, basada en Los miserables); italiano (1966, L'Uomo che ride, adaptación de El hombre que ríe), etc.
Diario íntimo de Adèle H. de François Truffaut es una de las escasas películas biográficas que evoca indirectamente el exilio de Hugo (que no aparece en el filme) a través del destino de su hija Adèle. El escritor, interpretado por Émile Drain, sí aparece en la película de Sacha Guitry Si Paris nous était conté.

#### Televisión
Un importante número de sus obras se han adaptado para la televisión. Entre otras, la producción alemana Rigoletto (2010) y la neerlandesa del mismo título del 2003, basada en El rey se divierte; el telefilme español La Gioconda (1988), adaptación de Angelo, tirano de Padua; la estadounidense Ernani (1983), basada en Hernani; la brasileña Os Miseráveis (1967), basada en Los miserables; o la adaptación para la televisión francesa realizada por Josée Dayan en el 2000 de Los miserables, con Gérard Depardieu y John Malkovich.

#### Ópera
Un centenar de óperas se inspiraron en las obras de Hugo; entre las más conocidas:
- 1833: Lucrezia Borgia, de Gaetano Donizetti, adaptación de Lucrecia Borgia.
- 1837: Il Giuramento, de Saverio Mercadante, adaptación de Angelo, tirano de Padua.
- 1844: Ernani de Verdi, de la obra Hernani.
- 1851: Rigoletto de Verdi, basada en El rey se divierte.
- 1885: Marion Delorme de Amilcare Ponchielli, basada en Marion Delorme.
- 1943: Torquemada de Nino Rota, adaptación de Torquemada.

Contrariamente a lo que se afirmó a menudo, Hugo no era contrario a la musicalización de sus poemas ni a las óperas inspiradas en sus obras, excepto cuando no se señalaba que era el autor de la obra adaptada. Sin embargo, en el momento de las primeras representaciones de Ernani, Hugo insistió en que el título y el nombre de los personajes fueran cambiados.

#### Música
Numerosos compositores pusieron música a los poemas de Hugo, de Bizet a Wagner pasando por Camille Saint-Saëns o Fauré.
Su amigo Franz Liszt compuso varias piezas sinfónicas inspiradas en sus poemas: Ce qu'on entend sur la montagne, basada en Las hojas de otoño, y Mazeppa, basada en Los orientales.

#### Musicales
La adaptación de 1980 de Los miserables realizada por Alain Boublil y Claude-Michel Schönberg se convirtió en uno de los musicales más populares a partir de 1985 cuando se montó en Londres la versión en inglés, producida por Cameron Mackintosh, montaje que se viene representando desde entonces y en 2012 todavía permanecía en cartel; ha sido representada en 40 países, traducida a 21 idiomas y vista por más de 55 millones de espectadores.
En 1999 se estrenó Notre Dame de Paris, adaptación de la obra homónima, realizada por Luc Plamondon y Riccardo Cocciante. En 2012 se estrenó la película musical Les Misérables, dirigida por Tom Hooper y protagonizada por Hugh Jackman y Russell Crowe en los papeles de Jean Valjean y del inspector Javert, respectivamente, y con Anne Hathaway como Fantine y Amanda Seyfried como Cosette.

#### Películas de animación
Entre las obras de Hugo adaptadas al cine de animación, se encuentra la popular versión de los estudios Disney del año 1996 El jorobado de Notre Dame. En 1977 se estrenó la serie de anime japonés Los miserables como parte del contenedor infantil World Masterpiece Theater o Meisaku de Nippon Animation.

## Lista de sus obras

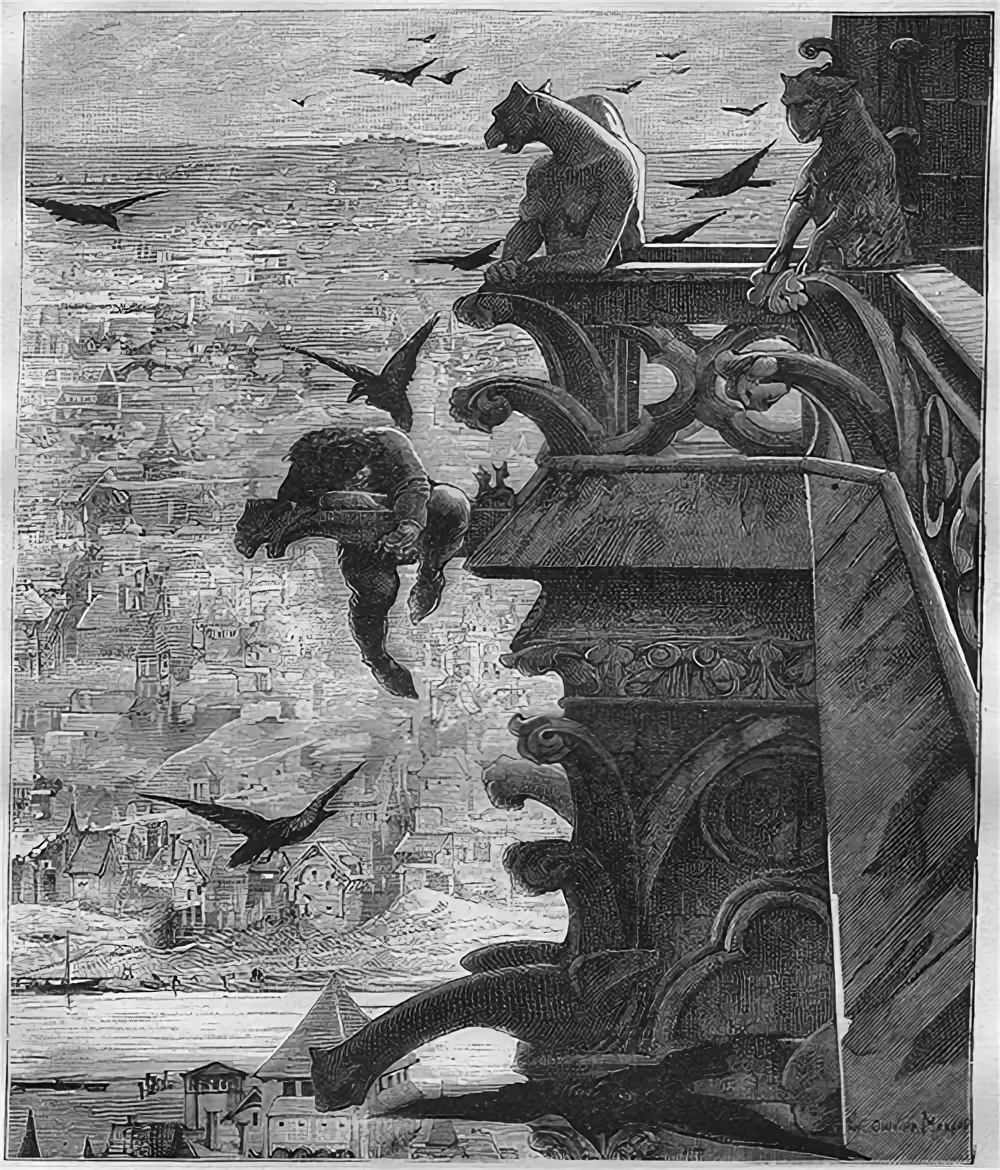
Luc-Olivier Merson (1846-1920), ilustración para Nuestra Señora de París, 1881.

### Teatro
- 1816: Irtamène
- 1818: Inés de Castro (Inez de Castro)
- 1827: Cromwell
- 1828: Amy Robsart
- 1830: Hernani
- 1831: Marion Delorme (también aparece a menudo como Marion de Lorme)[179][180]
- 1832: El rey se divierte (Le roi s'amuse)
- 1833: Lucrecia Borgia (Lucrèce Borgia)
- 1833: María Tudor (Marie Tudor)
- 1835: Angelo, tirano de Padua (Angelo, tyran de Padoue)
- 1838: Ruy Blas
- 1843: Los burgraves (Les Burgraves)
- 1882: Torquemada
- 1886: Teatro en libertad (Théâtre en liberté) —póstuma—
- 1934: Mil francos de recompensa (Mille francs de récompense) —póstuma—

### Novela
- 1818: Bug-Jargal (escrita en 1818, no fue publicada hasta 1826)
- 1823: Han de Islandia (Han d'Islande)
- 1829: El último día de un condenado a muerte (Le Dernier Jour d'un condamné)
- 1831: Nuestra Señora de París (Notre-Dame de Paris)
- 1834: Claude Gueux
- 1862: Los miserables (Les Misérables)
- 1866: Los trabajadores del mar (Les Travailleurs de la mer)
- 1869: El hombre que ríe (L'Homme qui rit)
- 1874: Noventa y tres (Quatrevingt-treize)

### Poesía
- 1822: Odas y poesías diversas (Odes et poésies diverses)
- 1824: Nuevas odas (Nouvelles Odes)
- 1826: Odas y baladas (Odes et Ballades)
- 1829: Los orientales (Les Orientales)
- 1831: Las hojas de otoño (Les Feuilles d´automne)
- 1835: Los cantos del crepúsculo (Les Chants du crépuscule)
- 1837: Las voces interiores (Les Voix intérieures)
- 1840: Los rayos y las sombras (Les Rayons et les Ombres)
- 1853: Los castigos (Les Châtiments)
- 1856: Las contemplaciones (Les Contemplations)
- 1859: La leyenda de los siglos (La Légende des siècles), primera serie.
- 1865: Canciones de las calles y los bosques (Les Chansons des rues et des bois)
- 1872: El año terrible (L'Année terrible)
- 1877: El arte de ser abuelo (L'Art d'être grand-père)
- 1877: La leyenda de los siglos, nueva serie.
- 1878: El Papa (Le Pape)
- 1879: La Piedad suprema (La Pitié suprême)
- 1880: El asno (L'Âne)
- 1880: Religiones y religión (Religions et religion)
- 1881: Los cuatro vientos del espíritu (Les Quatre Vents de l'esprit)
- 1883: La leyenda de los siglos, serie complementaria.

Selecciones póstumas:
- 1886: El fin de Satán (La Fin de Satan)
- 1891: Dios (Dieu) (1941)

Selección de poemas entre los manuscritos del autor, realizada por Paul Maurice:
- 1888: Toda la lira (Toute la Lyre) (1893, 1893, 1835-1937),
- 1893: Nueva serie de Toda la lira
- 1898: Los años funestos (Les Années funestes)
- 1902: Dernière Gerbe y 1941 —el título no es de Victor Hugo—
- 1942: Océano, montón de piedras (Océan. Tas de pierres)

### Otros textos
- 1834: Estudio sobre Mirabeau (Étude sur Mirabeau)
- 1834: Literatura y filosofía mezcladas (Littérature et philosophie mêlées)
- 1836: La Esmeralda (libreto de ópera con música de Louise Bertin)
- 1842: El Rin (Le Rhin), ed. J. Hetzel-A. Quantin, 1884, tomo 1 y tomo 2
- 1852: Napoleón el Pequeño (Napoléon le Petit) —panfleto— ed. J. Hetzel, 1877
- 1855: Cartas a Luis Bonaparte (Lettres à Louis Bonaparte)
- 1864: William Shakespeare
- 1867: Guía de París (Paris-Guide)
- 1874: Mis hijos (Mes Fils)
- 1875: Actos y palabras - Antes del exilio (Actes et paroles - Avant l'exil)
- 1875: Actos y palabras - Durante el exilio (Actes et paroles - Pendant l'exil)
- 1876: Actos y palabras - Después del exilio (Actes et paroles - Depuis l'exil)
- 1877: Historia de un crimen (Histoire d'un crime) - 1.ª parte
- 1878: Historia de un crimen (Histoire d'un crime) - 2.ª parte
- 1883: El archipiélago de la Mancha (L'Archipel de la Manche)

### Obras póstumas
- 1887: Cosas vistas (Choses vues) - 1.ª serie —el título no es de Victor Hugo—
- 1900: Cosas vistas - 2.ª serie
- 1890: Alpes y Pirineos (Alpes et Pyrénées) —cuadernos de viaje—
- 1892: Francia y Bélgica (France et Belgique) —cuadernos de viaje—
- 1896: Correspondencia (Correspondances) - Tomo I
- 1898: Correspondencia (Correspondances) - Tomo II
- 1901: Posdata de mi vida (Post-scriptum de ma vie), colección de textos filosóficos de los años 1860
- 1934: Mil francos de recompensa (Mille Francs de récompense) —teatro—
- 1951: Piedras (Pierres) —fragmentos manuscritos—
- 1964: Cartas a Juliette Drouet (Lettres à Juliette Drouet), continuación de El libro del aniversario (Le livre de l'anniversaire)

### Dibujos

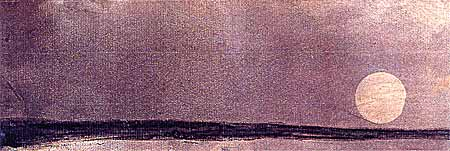
Crépuscule (Jersey 1853-1855)
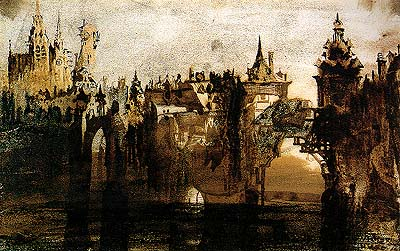
Ville avec le pont de Tumbledown (1847)
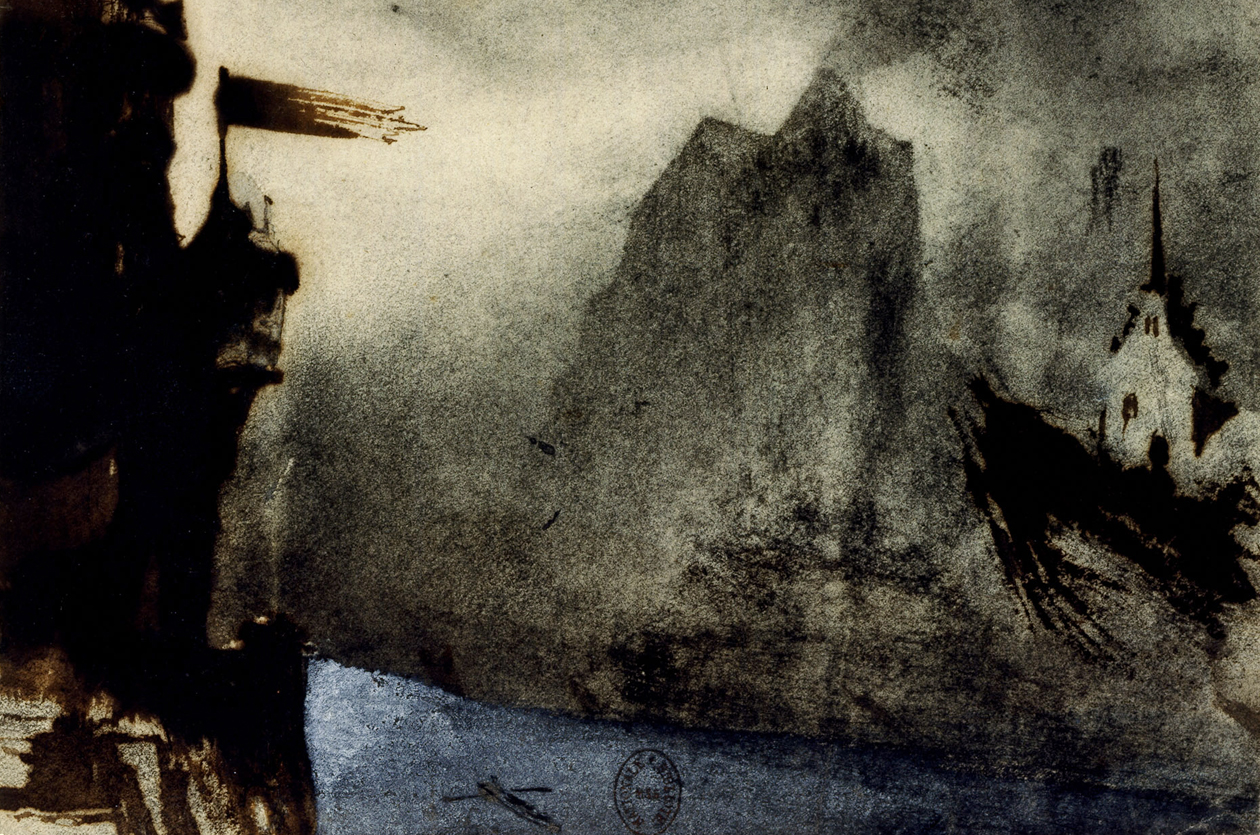
Le Rocher de l'Ermitage en un paisaje imaginario
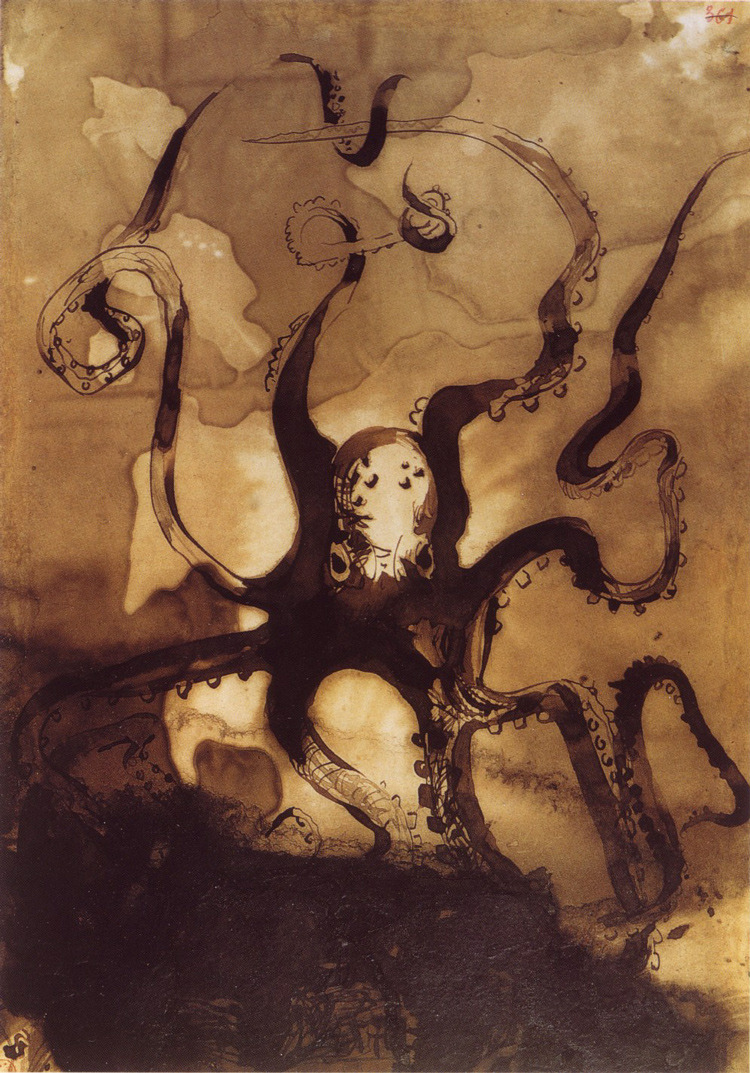
Pulpo con las iniciales V. H. (1866)
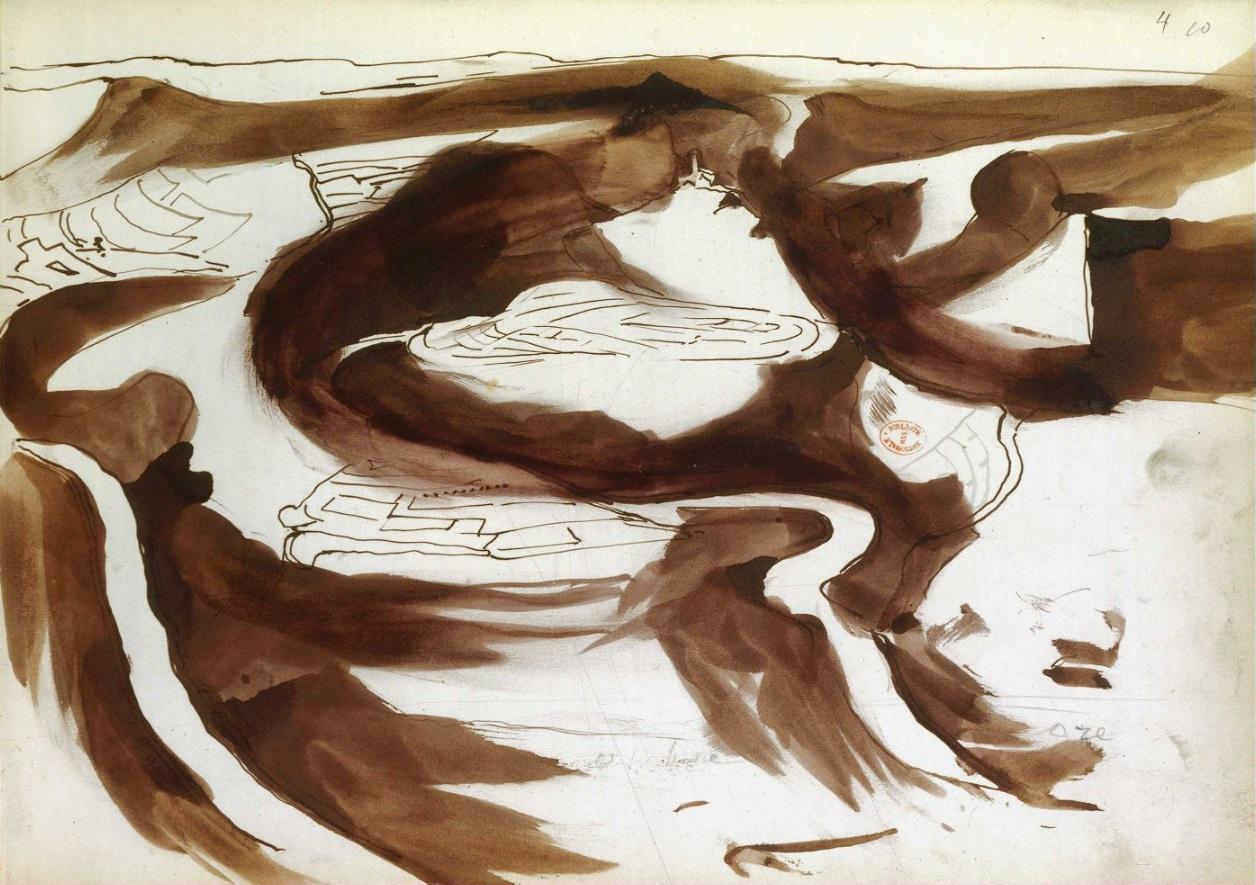
Valle del Our, cerca de Bivels, Luxemburgo (1871)
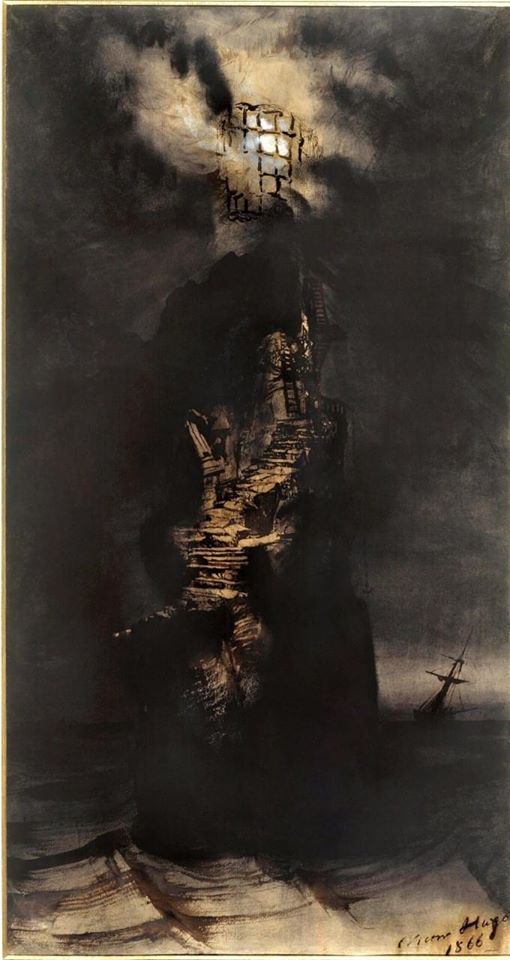
Le phare

## Títulos, órdenes y cargos

### Títulos
- Par de Francia.[181]

### Órdenes
- Oficial de la Orden de la Legión de Honor.[182]
- Condecorado con la Decoración del Lis.[183][184]

### Cargos
- 3 de junio de 1841: Miembro de la Academia Francesa (N.º 376)[181]

### Reconocimientos

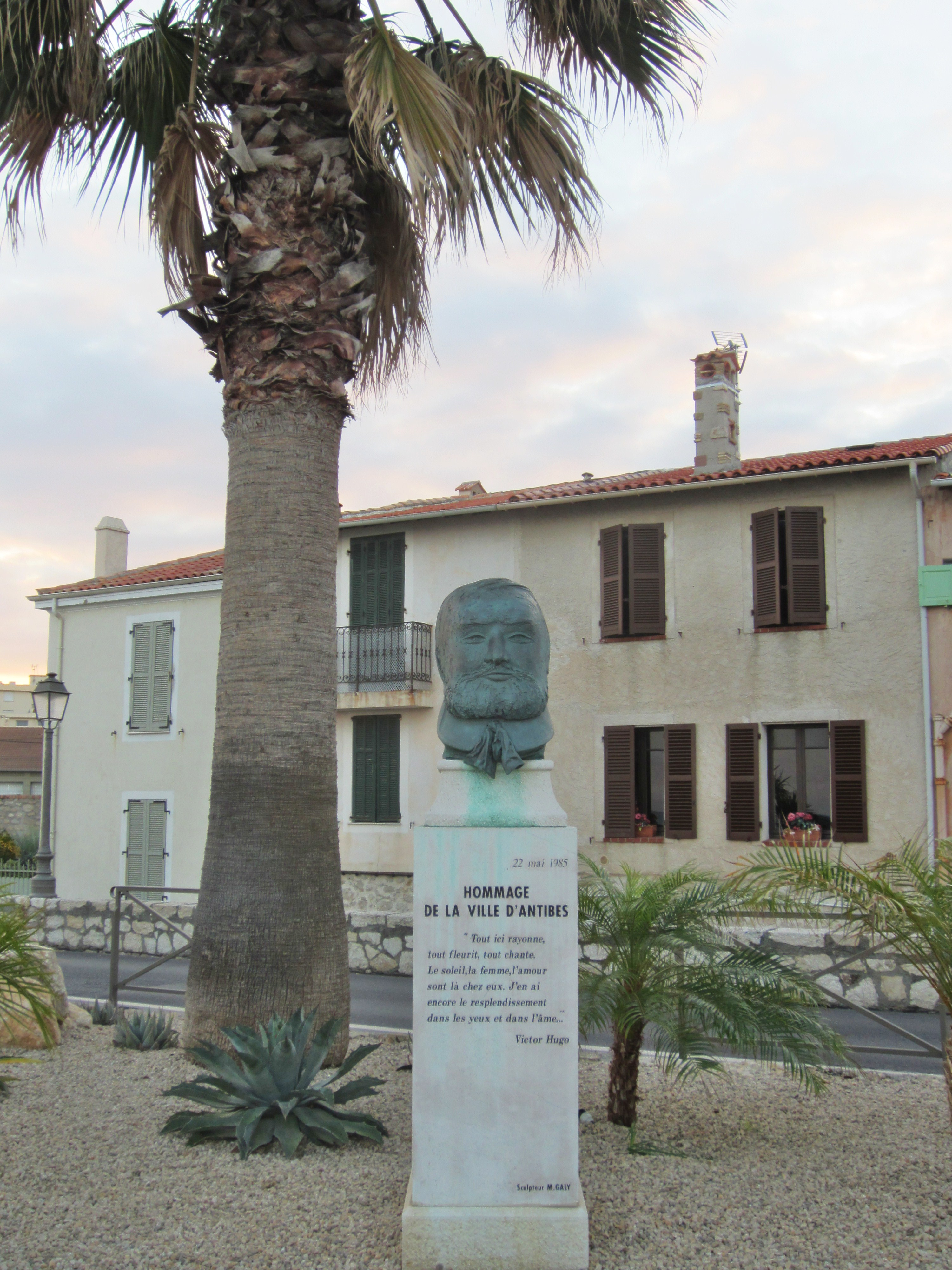
Busto de V. Hugo, en Antibes.

- En el barrio del Vedado de la ciudad de La Habana (Cuba), se ubica el parque Victor Hugo;[185] en el interior se erige un busto con la siguiente inscripción en una placa de bronce: «El Municipio de la Habana consagra este parque a Víctor Hugo, defensor de la independencia de Cuba e hijo de Francia, patria universal de la cultura y la democracia. 23-3-1937».[186]
- En la ciudad de Antibes (Francia), se ubica la plazuela Victor Hugo, que resguarda en su interior un busto con la inscripción: 22 de mayo de 1985. Homenaje de la Villa de Antibes. «Aquí todo brilla, todo florece, todo canta. El sol, las mujeres y el amor se sienten aquí como en casa. Todavía tengo el brillo en los ojos y en el alma...» Victor Hugo.[187]